# Orry-la-Ville
Orry-la-Ville est une commune française située dans le département de l'Oise, en région Hauts-de-France.
Ses habitants sont appelés les Orrygeois.
Orry-la-Ville est située au sud du département de l'Oise, près de la limite avec le Val-d'Oise, en bordure sud-est de la forêt de Chantilly, à une distance orthodromique de 32 km, au nord-nord-est de Paris.

## Géographie

### Description
Orry-la-Ville appartient historiquement au Valois, qui était sous l'Ancien Régime partie intégrante de la province d'Île-de-France, et a été de 1960 à 2016 intégrée à l'ancienne région Picardie. 
La ville d'Orry-la-Ville, ainsi que la forêt qui l'environne, sont des hauts lieux de tourisme équestre, de randonnée et de cyclotourisme. Elle fait partie intégrante du parc naturel régional Oise-Pays de France, dont le siège est situé dans le château de La Borne-Blanche à Orry-la-Ville.
Orry-la-Ville se trouve à 63 kilomètres au sud-est de la préfecture de l'Oise, Beauvais, et à 11 kilomètres au sud-ouest de la sous-préfecture de Senlis.
Elle est localisée à 10 kilomètres au sud-est de Chantilly, à 48 kilomètres au nord de la cathédrale Notre-Dame de Paris, point zéro des routes de France, à 37 kilomètres au nord de la porte de la Chapelle et à 19 kilomètres au nord-ouest de l'aéroport de Roissy-Charles-de-Gaulle.
La commune se trouve dans l'aire d'attraction de Paris, dans l'unité urbaine de Chantilly et dans le bassin de vie de cette ville, ainsi que dans la zone d'emploi de Creil.

### Communes limitrophes
Orry-la-Ville compte cinq communes limitrophes, dont une appartient au Val-d'Oise : Luzarches. Toutes les communes limitrophes ont une partie de la forêt de Chantilly sur leur territoire, tout comme Orry. La Chapelle-en-Serval est le village le plus proche, à 1,7 km, et les zones pavillonnaires d'Orry et La Chapelle convergent désormais. Les deux communes se partagent le stade, à mi-chemin, et une piste cyclable le long de la RD 118 les relie. Avec Coye-la-Forêt, Orry se partage la gare (dont seulement l'amorce au nord est située sur la commune voisine) et les étangs de Commelles, principal lieu d'excursion dans la forêt. Le territoire de Chantilly commence près de la rive nord de ces étangs. Pontarmé arrive jusqu'au pont sur la Thève au hameau de Montgrésin.
|                        | Chantilly, forêt de Chantilly | Pontarmé              |
| Coye-la-Forêt          | Orry-la-Ville                 |                       |
| Luzarches (Val d'Oise) |                               | La Chapelle-en-Serval |

### Hydrographie
La commune est située dans le bassin Seine-Normandie. Elle est drainée par la Thève et le ruisseau de la Batarde,,.
La Thève, d'une longueur de 34 km, prend sa source dans la commune de Dammartin-en-Goële et se jette  dans l'Oise à Boran-sur-Oise, après avoir traversé 13 communes.

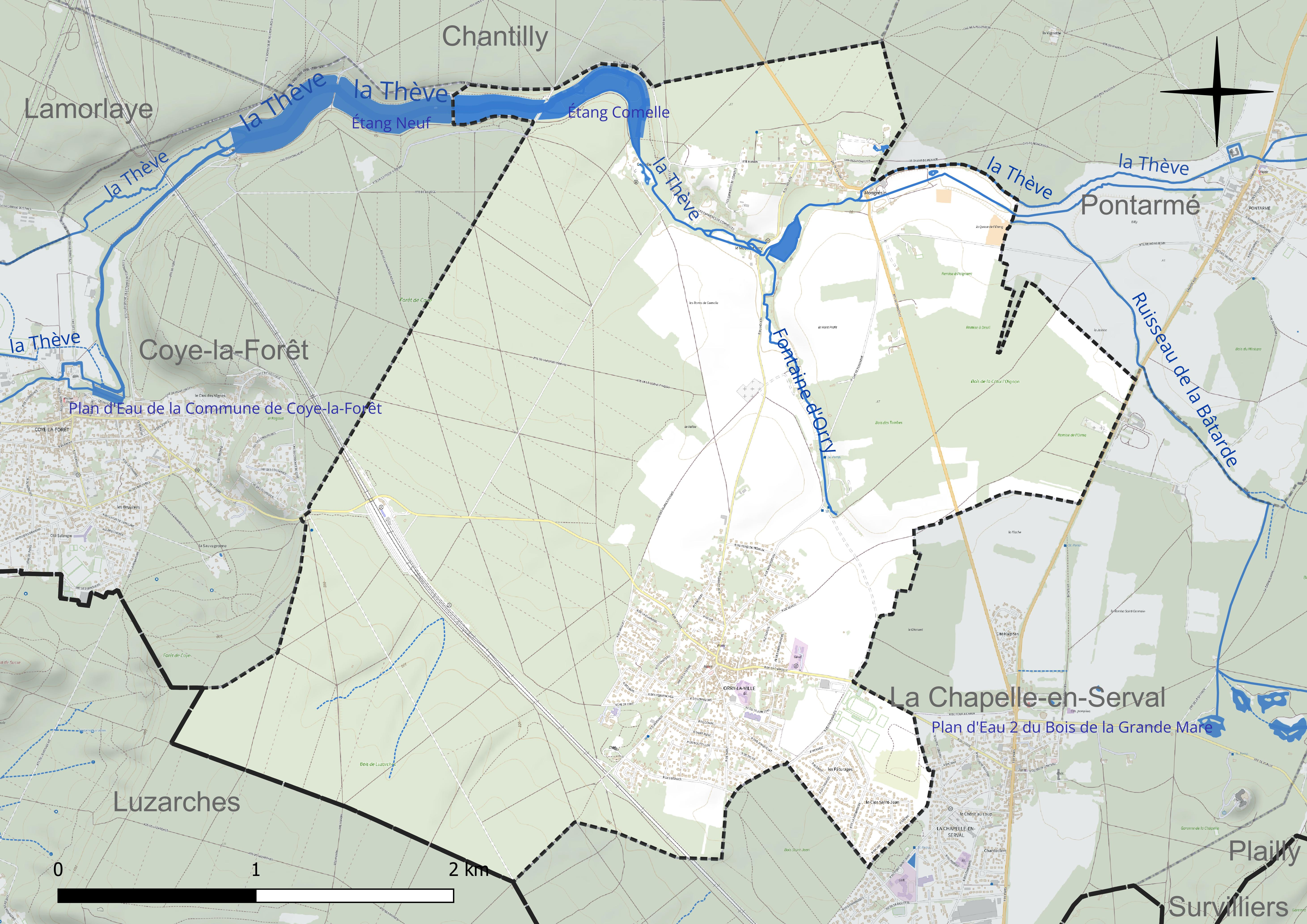
Réseau hydrographique d'Orry-la-Ville.

Trois plans d'eau complètent le réseau hydrographique : les étangs de Comelle, d'une superficie totale de 29,7 ha (12 ha sur la commune), l'étang Chaperon, d'une superficie totale de 5 ha (5 ha sur la commune) et l'étang Comelle (1,8 ha),.

### Climat
Pour des articles plus généraux, voir Climat des Hauts-de-France et Climat de l'Oise.
En 2010, le climat de la commune est de type climat océanique dégradé des plaines du Centre et du Nord, selon une étude du CNRS s'appuyant sur une série de données couvrant la période 1971-2000. En 2020, Météo-France publie une typologie des climats de la France métropolitaine dans laquelle la commune est dans une zone de transition entre le climat océanique et le climat océanique altéré et est dans la région climatique Sud-ouest du bassin Parisien, caractérisée par une faible pluviométrie, notamment au printemps (120 à 150 mm) et un hiver froid (3,5 °C).
Pour la période 1971-2000, la température annuelle moyenne est de 11,1 °C, avec une amplitude thermique annuelle de 14,8 °C. Le cumul annuel moyen de précipitations est de 694 mm, avec 10,3 jours de précipitations en janvier et 8,1 jours en juillet. Pour la période 1991-2020, la température moyenne annuelle observée sur la station météorologique la plus proche, située sur la commune de Creil à 14 km à vol d'oiseau, est de 11,2 °C et le cumul annuel moyen de précipitations est de 662,2 mm,. Pour l'avenir, les paramètres climatiques de la commune estimés pour 2050 selon différents scénarios d'émission de gaz à effet de serre sont consultables sur un site dédié publié par Météo-France en novembre 2022.

### Milieux naturels et biodiversité
Orry-la-Ville bénéficie d'un site forestier de qualité. Le territoire de la commune est couvert sur 693 ha par la forêt de Chantilly, ce qui représente 57 % de sa surface. Toutes ses parcelles situées sur le territoire communal d'Orry sont protégées par une ZNIEFF type 1 « Massif forestier de Chantilly / Ermenonville », n° national 220014323 ; ainsi que par le site naturel classé « Domaine de Chantilly », créé par arrêté du 28 décembre 1960 sur la base de la loi du 2 mai 1930 relative à la protection des monuments naturels et des sites de caractère artistique, historique, scientifique, légendaire ou pittoresque. Plus récemment, un second site classé s'y est ajouté, portant localement sur l'ensemble de l'espace au nord de la RD 118 non inclus dans le site du domaine de Chantilly. Il concerne le bois de la Croix l'Oignon ; le bois du Chenuet ; la vallée de la Thève, petite rivière traversant Montgrésin ; le ruisseau qui prend naissance à la fontaine d'Orry ; les zones humides et anciennes cressonnières au sud de Montgrésin ; ainsi que les surfaces agricoles qui contribuent également au cadre paysager remarquable de la commune. Cet autre site classé, « Forêts d'Ermenonville, de Pontarmé, de Haute-Pommeraie, butte et clairière de Saint-Christophe », a été créé par arrêté du 28 août 1998.
Ainsi, pratiquement toutes les zones non construites d'Orry sont en site classé. Finalement, l'ensemble de la commune fait partie du vaste site inscrit de la vallée de la Nonette, créé par arrêté du 6 février 1970. Ce site inscrit a préfiguré le parc naturel régional Oise-Pays de France pour sa partie située dans l'Oise, créé par décret du 13 janvier 2004 et incorporant l'ensemble de la commune d'Orry. En 2006, le parc a élu domicile au château de la Borne Blanche à Orry-la-Ville. Concernant la randonnée pédestre et équestre, les chemins et sentiers qui s'y prêtent sont nombreux. Le GR 1 traverse la commune en provenance de Luzarches et de la gare, se dirige vers les étangs de Commelles et longe leur rive nord, puis passe par le hameau de Montgrésin et continue vers Thiers-sur-Thève et la forêt d'Ermenonville.

## Urbanisme

### Typologie
Au 1er janvier 2024, Orry-la-Ville est catégorisée ceinture urbaine, selon la nouvelle grille communale de densité à sept niveaux définie par l'Insee en 2022.
Elle appartient à l'unité urbaine d'Orry-la-Ville, une agglomération intra-départementale regroupant deux  communes, dont elle est ville-centre,,. Par ailleurs la commune fait partie de l'aire d'attraction de Paris, dont elle est une commune de la couronne,.

### Occupation des sols
L'occupation des sols de la commune, telle qu'elle ressort de la base de données européenne d'occupation biophysique des sols Corine Land Cover (CLC), est marquée par l'importance des forêts et milieux semi-naturels (62,7 % en 2018), une proportion sensiblement équivalente à celle de 1990 (62,8 %). La répartition détaillée en 2018 est la suivante : 
forêts (58,8 %), terres arables (22 %), zones urbanisées (13,9 %), milieux à végétation arbustive et/ou herbacée (3,9 %), prairies (0,7 %), eaux continentales (0,7 %). L'évolution de l'occupation des sols de la commune et de ses infrastructures peut être observée sur les différentes représentations cartographiques du territoire : la carte de Cassini (XVIIIe siècle), la carte d'état-major (1820-1866) et les cartes ou photos aériennes de l'IGN pour la période actuelle (1950 à aujourd'hui).

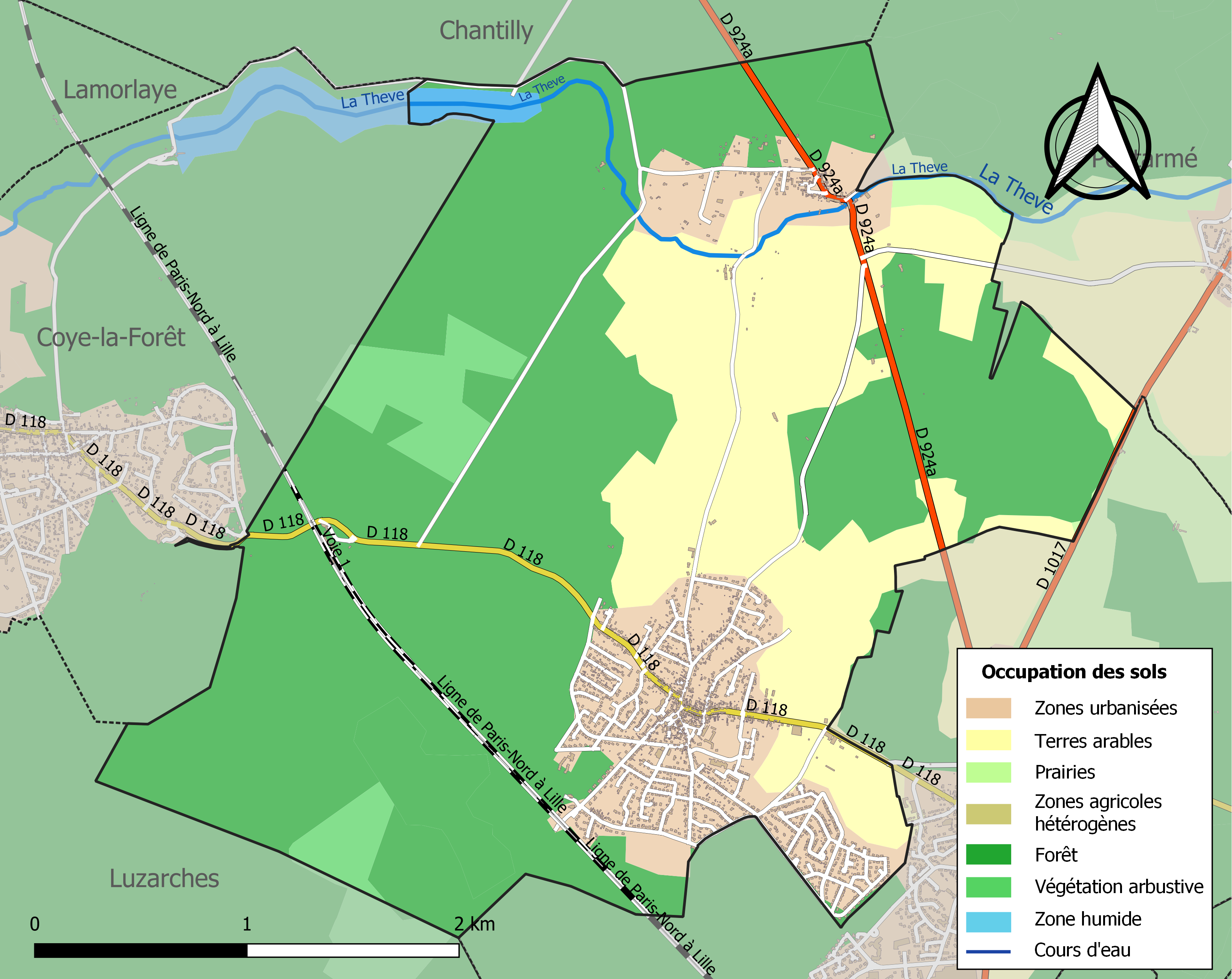
Carte des infrastructures et de l'occupation des sols de la commune en 2018 (CLC).

### Habitat et logement
En 2019, le nombre total de logements dans la commune était de 1 520, alors qu'il était de 1 479 en 2014 et de 1 487 en 2009.
Parmi ces logements, 91,8 % étaient des résidences principales, 1,9 % des résidences secondaires et 6,3 % des logements vacants. Ces logements étaient pour 90,1 % d'entre eux des maisons individuelles et pour 9,7 % des appartements.
Le tableau ci-dessous présente la typologie des logements à Orry-la-Ville en 2019 en comparaison avec celle de l'Oise et de la France entière. Une caractéristique marquante du parc de logements est ainsi une proportion de résidences secondaires et logements occasionnels (1,9 %) inférieure à celle du département (2,4 %) et à celle de la France entière (9,7 %). Concernant le statut d'occupation de ces logements, 82,2 % des habitants de la commune sont propriétaires de leur logement (82 % en 2014), contre 61,4 % pour l'Oise et 57,5 pour la France entière.
| Typologie                                               | Orry-la-Ville | Oise | France entière |
| ------------------------------------------------------- | ------------- | ---- | -------------- |
| Résidences principales (en %)                           | 91,8          | 90,4 | 82,1           |
| Résidences secondaires et logements occasionnels (en %) | 1,9           | 2,4  | 9,7            |
| Logements vacants (en %)                                | 6,3           | 7,1  | 8,2            |

### Voies de communication et transports

#### Voies de communication
La distance routière de la capitale est de 36 km par la RD 1017 et l'autoroute A1, via le connecteur de Survilliers / Saint-Witz. L'aéroport Roissy-Charles-de-Gaulle est à 18 km, et le chef-lieu d'arrondissement Senlis est éloigné de 11 km par la RD 1017. Le village est relié à cet axe nord-sud par la RD 118, qui continue à l'ouest en direction de Coye-la-Forêt et Lamorlaye. C'est en même temps l'unique route départementale à traverser directement le village. Le hameau de Montgrésin, distant de près de 3 km par la voie communale no 2, au nord, est quant à lui situé sur la RD 924a en direction de Chantilly.

#### Transports en commun

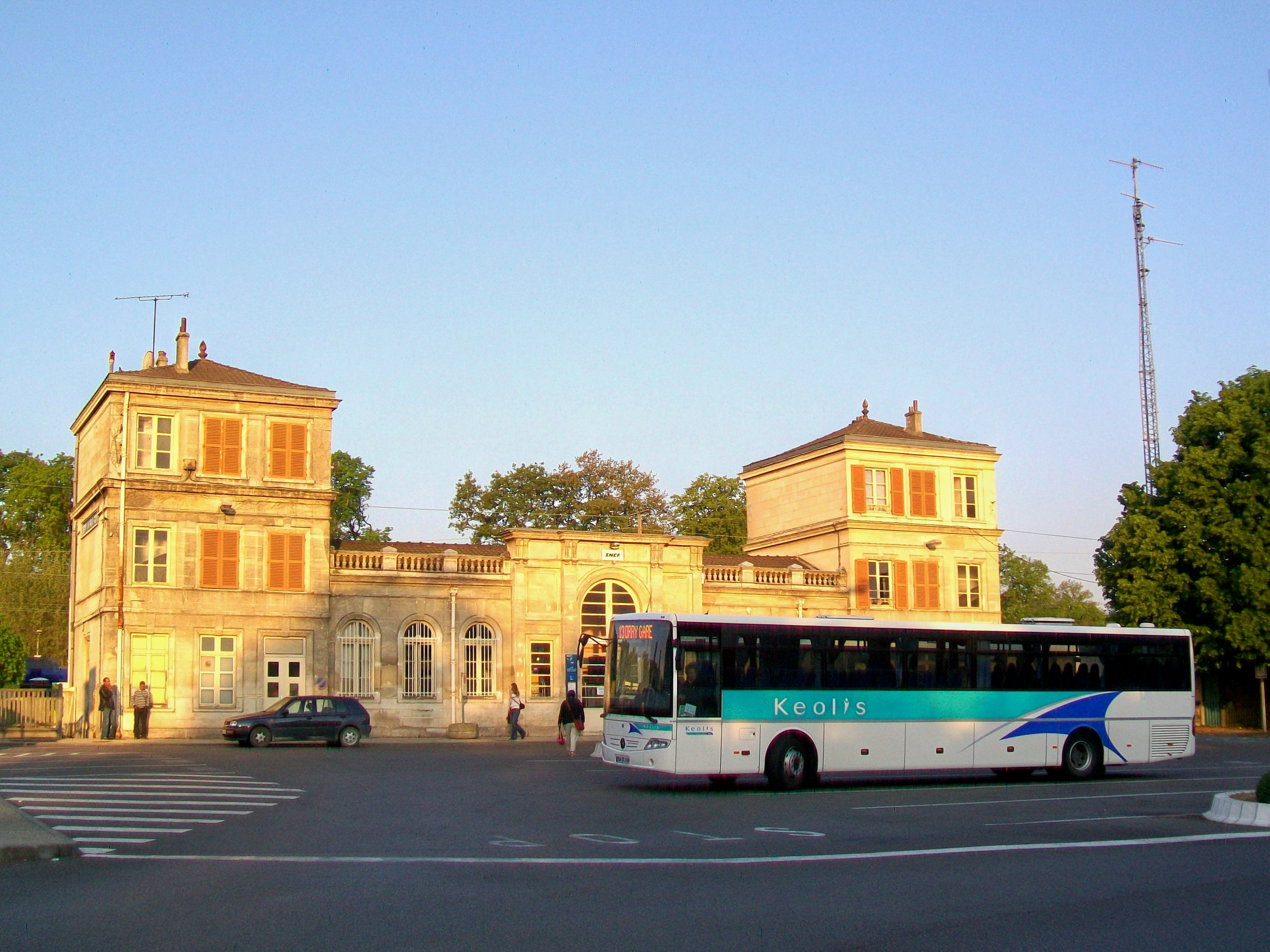
Gare d'Orry-la-Ville - Coye, correspondance par autocar pour le centre d'Orry et Senlis.

La commune est desservie par deux gares. 
- L'arrêt de La Borne Blanche (du nom du château de la Borne Blanche) est proche du centre-ville, à 800 m au sud-ouest de l'église. En revanche, il est uniquement desservi par le RER D. Il permet notamment de desservir, depuis La Borne Blanche, notamment les gares de Creil, de Chantilly, de Stade de France - Saint-Denis, de Paris - Gare du Nord, de Châtelet - Les Halles, de Paris-Gare-de-Lyon, de Juvisy et de Corbeil-Essonnes.
- La gare d'Orry-la-Ville-Coye est excentrée et située au milieu de la forêt, à 2 km au nord-ouest du bourg, sur la RD 118. Cette gare a toutefois l'avantage d'être également desservie par le TER Hauts-de-France et donc des trains rejoignant Paris Gare du Nord sans arrêt intermédiaire en 19 minutes. La gare dispose de trois parkings gérés par une structure publique spécifique : le Syndicat intercommunal pour la construction et la gestion des parkings d'Orry-la-Ville (SICGPOV)[20], auquel adhère notamment la commune. Les habitants des communes appartenant au syndicat bénéficient d'une réduction sur l'abonnement[21].

- Le réseau interurbain établit la correspondance entre le village et la gare. La commune ainsi est desservie, en 2023, par les lignes 643, 644, 6205, 6207, 6212 6213, 6222, 6223, 6232 et 6233 du réseau interurbain de l'Oise[22]. La ligne G2 du réseau La Navette de Lamorlaye dessert également la commune au niveau de la gare d'Orry-la-Ville - Coye[22].

Étant située en région Hauts-de-France, la tarification relevant d'Île-de-France Mobilités (IDFM) n'est pas applicable dans la commune et dans les deux gares.

## Toponymie
Dans les chartes médiévales, l'on trouve de nombreuses déclinaisons de deux versions de base du toponyme, en fonction de la langue employée pour la rédaction du document :
- En français, Orri, Aury, Oiri en 1057 ; Oyri en 1215 ; Oiry en 1481 ;
- En latin, Oriacum en 1071, Auriacum en 1140, Oyriacum en 1182, Oriacum en 1296, Oryacum en 1299, Orriacum en 1220.

La version actuelle est préfigurée dès 1293 avec Orium-ville. Le surnom la Ville fut apparemment introduit pour faciliter la distinction d'avec le château d'Orry, éloigné du bourg et situé vraisemblablement sur le territoire de la commune limitrophe de La Chapelle-en-Serval. Cette paroisse ne fut détachée d'Orry qu'au XIIIe siècle. - Montgrésin signifie « montagne de grès » (voir ci-dessous).

## Histoire

### Antiquité
Orry-la-Ville existe depuis l'époque gallo-romaine, et la fondation du village semble liée aux gisements de grès d'excellente qualité à Montgrésin, exploité en carrière. L'organisation spatiale du village, qui repose sur le regroupement de maisons autour de cours avec un puits au centre, reflète encore la trame urbaine en échiquier des villes romaines.

### Moyen Âge
Au début du IXe siècle, le comté de Senlis fait son apparition, dans le domaine duquel est situé Orry. À la suite de l'élection de Hugues Capet comme roi des Francs en 987, le comté de Senlis rentre dans le domaine royal. Pendant tout le XIe siècle, Orry appartient au domaine royal. La première mention concrète du bourg figure dans une charte de 1097 concernant le don de deux parts du moulin d'Orry au prieuré Saint-Martin-des-Champs (voir Lieux et monuments).
Orry passe pour être l'une des paroisses les plus anciennes du diocèse de Senlis. Elle a vraisemblablement été fondée quelques années ou décennies avant l'intégration d'Orry dans le domaine royal, considérant la période de construction de l'église, pouvant être située au XIe siècle grâce à des constats archéologiques. Un lieu de culte avait déjà existé auparavant sous la forme de la chapelle Saint-Rieul près du cimetière, dont l'implantation en pleins champs entre le bourg et Montgrésin fut justement motivée par la localisation de la chapelle. On ne sait pas quand la chapelle Saint-Rieul a disparu, mais ce fut en tout cas avant le début du XVIe siècle quand un document parle du lieu où s'était jadis trouvé le sanctuaire.
Par une charte de janvier 1137, Louis le Gros donne la terre de Commelles, rachetée au préalable de Guillaume de Mello, à l'abbaye naissante de Chaalis. C'est l'origine de la grange cistercienne de Commelles, qui est établie vers 1151, et deviendra un troisième pôle d'activités sur l'actuelle commune d'Orry-la-Ville, en plus du bourg et du hameau de Montgrésin. À la même époque, probablement après la mort de son époux en 1137, la reine Adélaïde de Savoie donne la maison royale d'Orry à l'abbaye bénédictine Saint-Remy de Senlis. Cet acte de générosité permet le redressement de l'abbaye,,,.

#### LeXIIIesiècle
Pas toute la commune actuelle n'appartient au domaine royal et respectivement à l'abbaye Saint-Remy. L'église est rattachée au prieuré clunisien de Saint-Nicolas-d'Acy, qui nomme les curés. L'église du village voisin de Géni dépend quant à elle de l'abbaye Saint-Remy. Comme Géni se dépeuple successivement pendant la première moitié du XIIIe siècle, la paroisse est rattachée à celle d'Orry en 1246, et l'abbesse de Saint-Remy obtient ainsi certains droits sur Orry. Ainsi, elle nomme le curé une fois sur trois. À la suite du rattachement de la paroisse voisine de Géni, dépendant de Saint-Remy, à celle d'Orry en 1246, l'abbesse de Saint-Remy nomme désormais le curé d'Orry une fois sur trois. Le chapitre Notre-Dame de Senlis et la famille de Gonesse possédaient des terres et se partageaient la propriété du moulin d'Orry dès le XIe siècle.
En 1208, Renaud de Gonesse, chevalier, est pour la première fois mentionné comme Renaud de Montgrésin. Une petite seigneurie est  constituée à Montgrésin, probablement à la suite d'un échange de terres avec le chapitre en 1188. Le chapitre se sépare de ses terres au nord de la Thève en faveur de celles entre la Thève et le village. L'hôtel seigneurial se trouve impasse Saint-Louis, et des vestiges de ses fondations subsistent dans le jardin d'une des maisons, construite à la fin du XIXe siècle avec les pierres du manoir démoli. Entre-temps, la famille des Bouteiller de Senlis, très liée à la cour royale, est également propriétaire  de terres à Orry, puisque Guy III le Bouteiller les donne  au chapitre Notre-Dame vers 1185. Par contre, il n'est plus question de l'abbaye Saint-Remy, qui pourtant n'est dissoute qu'en 1634. Elle a dû procéder à une échange de biens avec les Bouteiller, qui sont très généreux avec les établissements religieux de la région. Le chapitre Notre-Dame devient le propriétaire terrien le plus important à Orry, devant l'abbaye de Chaalis, et elle prend également la fonction d'un seigneur local, détenant la haute, moyenne et basse justice sur le village et ses terres. Ceci en reste ainsi jusqu'à la Révolution française.
Au cours du XIIIe siècle, la famille de Montgrésin, en dépit de la fondation récente de sa seigneurie, vend à plusieurs reprises des terres à l'abbaye de Chaalis : en 1208, 1228, 1233 et 1270. À Commelles, elle exploite une tuilerie avec une gamme de production variée, des fours à chaux, un four à verre ainsi que les carrières de grès. - En 1280, Jean de Montgrésin vend des terres à Renaud de Nanteuil, évêque de Beauvais, qui vient de racheter le château de Thiers-sur-Thève. L'on ignore le destin de la famille pendant le siècle qui suit, mais en 1396, Jehan de Montgrésin, dit le Borgne, vend tout ce qui reste encore de sa seigneurie à Pierre II d'Orgemont, évêque de Paris et frère d'Amaury d'Orgemont, seigneur de Chantilly. Ce dernier entreprend immédiatement des travaux de remise en état de l'étang du moulin d'Orry, fait construire une chaussée, et donne suite aux réclamations du chapitre Notre-Dame, copropriétaire du moulin : De toute évidence, la famille de Montgrésin n'avait plus entretenu correctement son domaine. Le manoir ou « château » de Montgrésin est convertie en ferme,.
L'histoire du bourg d'Orry pour la même période n'est également connue qu'à travers des contrats de vente et des actes de donation, souvent en faveur du chapitre Notre-Dame ou de l'abbaye de Chaalis, et par des documents juridiques relatifs à des litiges concernant des droits de pâturage et d'autres problèmes de la vie quotidienne. L'on peut penser qu'Orry est un village prospère, comme toute la région, bénéficiant de la proximité avec les lieux de pouvoir du royaume. Elle permit à nombre d'habitants d'accéder à des fonctions officielles importantes. À partir de 1223 toutefois, l'intérêt du roi Louis VIII s'oriente davantage vers l'expansion du royaume au sud de la France, et son fils Louis IX sera pendant longtemps le dernier roi à s'intéresser au Valois.

#### LesXIVeetXVesiècles
Les familles issues de la région perdent successivement leur influence à la cour, et celle des Bouteiller de Senlis en est une bonne illustration. La prospérité diminue lentement, jusqu'à la crise agricole de 1305/17 motivée par un changement climatique durable, occasionnant une famine. Des épidémies de peste touchent la région entre 1323/44 ainsi qu'entre 1348/50. Puis surviennent les instabilités constantes de la guerre de Cent Ans, qui se manifeste dans la région avec l'installation des Anglais à Creil en 1358. La rive gauche de l'Oise, dont Orry, reste française, mais l'augmentation des taxes et impôts rend la vie dure. Une conséquence immédiate est la Grande Jacquerie en 1358, qui part de la ville proche de Saint-Leu-d'Esserent.
Orry n'est pas la scène de batailles ou combats durant la guerre de Cent Ans, mais subit des pillages et des épidémies de peste à maintes reprises, et souffre de la crise permanente, de sorte que le nombre d'habitants diminue d'un tiers jusqu'en 1420. Mais comparé à d'autres contrées, le Sud de l'Oise est un havre de paix au XVe siècle. Le duc de Huntingdon, commandant militaire des Anglais et neveu du roi Henri IV, se sent attaché à la région, du fait que son ancêtre Simon Ier de Senlis, de la famille des Bouteiller, en était originaire. Huntingdon permet donc des trêves aux moments des semailles et récoltes, lève des impôts raisonnables et tente de maintenir l'ordre. De ce fait, les habitants préfèrent la protection des Anglais aux troupes françaises reconquérant la France aux côtés de Jeanne d'Arc. Cependant, les conséquences de la guerre mettront jusqu'à la fin du siècle pour s'effacer. Avec la population diminuée, nombre de champs restent en friche, et les carrières de Montgrésin ne sont plus exploitées. Les églises et châteaux détruits sont progressivement reconstruits, mais la plupart des villes et villages pillés ne retrouveront plus la splendeur, la beauté et l'importance qu'ils avaient au XIIIe siècle.

### Temps modernes
Les maisons construites au XVIe siècle sont en pierre, alors que les maisons médiévales étaient probablement à colombages pour leur majeure partie. Nombre de maisons au centre-bourg ancien conservent des caves en anse de panier du XVIe siècle. Bien que les traces de l'architecture de cette époque se soient pratiquement perdues sur les façades, à la suite des multiples remaniements, l'épaisseur des murs extérieurs et quelques autres caractéristiques permettent de dater plusieurs maisons d'Orry du XVIe siècle également. Elles sont orientées de sorte qu'aucune façade ne donne directement sur le nord et souvent organisées autour de cours communes avec un puits au centre. En opposition aux villages habituels de la région, ces maisons sont à étage, ce qui permet de confirmer le caractère d'Orry comme bourg rural, avec un artisanat bien développé. Le centre est densément construit et les jardins sont situés en dehors du village. La qualité des pierres utilisées, parfois du liais de Senlis réservée généralement aux bâtiments nobles, ainsi que l'appareil de moellons taillés, sont révélateurs de la prospérité des habitants. Depuis 1515, les carrières de Montgrésin fonctionnent de nouveau, et depuis 1520, les fours à chaux également : la vie économique a repris.
Dès le milieu du XIVe siècle, l'abbaye de Chaalis loue au moins une partie de son domaine de Commelles. Le rare nombre de contrats conservés ne permet pas de dire quels sont encore les fours, carrières, terres et bois que l'abbaye continue d'exploiter directement avec des moines convers, puis avec des ouvriers. Autant est-il que la ferme de Commelles avec étables, cour, grange, colombier, bergeries, prés, terres labourables etc. est louée pour une durée de neuf ans en 1551 à Sébastien Ganneron, laboureur, qui habite à la grange de Vaulerent. Ce bail n'exclut que le logis abbatial de Commelles. Au milieu du siècle suivant, des bois sont désormais inclus dans le bail, mais l'on voit que l'abbaye continue de pêcher les étangs une fois par an. Elle se réserve l'usage d'une chambre et d'une écurie pour en disposer quand bon lui semble, ce qui indique qu'elle ne dispose plus de personnel permanent sur place.
Dans les années 1660, le Grand Condé, seigneur de Chantilly, poursuit l'agrandissement de son domaine et veut devenir l'unique propriétaire de la forêt. Sachant que l'abbaye de Chaalis ne peut vendre, il acquiert la seigneurie de Longperrier et la propose à l'abbaye en échange de ses parcelles de forêt autour de Commelles. Au bout d'un an de négociations, l'affaire est finalement conclue par acte du 4 octobre 1866[Passage problématique]. L'état des lieux qui s'ensuit parle d'un état déplorable de la ferme de Commelles, et parle d'une grande cour presque remplie de ruines. La maison elle-même, qui existe toujours, n'a plus portes ni fenêtres, et les poutres sont à moitié pourries. Les parcelles de forêt sont également mal entretenues ; il n'y a que des taillis de huit ans maximum. Les étangs sont à moitié remplis de terre. Le prince de Condé installe aussitôt une faisanderie à Commelles, et met en affermage les étangs, la Thève, les carrières, terres et prés. Les baux se renouvellent tous les neuf ans et passent de père en fils, parfois jusqu'à la fin de l'Ancien Régime. L'état des lieux de 1736 montre que tout le domaine de Commelles est désormais en bon état.
En l'absence d'études scientifiques sur l'histoire du bourg d'Orry-la-Ville à l'époque moderne, il n'est pour le moment pas possible de présenter un résumé succinct de son histoire, et les nombreux événements ayant marqué le quotidien des habitants ne peuvent être évoqués. Le présent chapitre demeure donc incomplet.

### Révolution française et Empire
Le domaine de Commelles est vendu comme bien national par les administrateurs du district de Senlis en février 1795.

### Époque contemporaine
Grâce à Louis Graves, quelques indications statistiques intéressantes sur ce que fut la commune d'Orry-la-Ville dans les années 1840 ont été transmises. Les six cent quatre-vingt-deux habitants se répartissent sur cent-quarante ménages (feux fiscaux), ce qui correspond à un peu moins de cinq personnes par ménage. Le nombre de maisons est de cent-soixante-deux : quelques-unes sont habitées par des personnes non imposables, d'autres sont des annexes d'un autre ménage, et d'autres vacantes. Les habitants travaillent dans la forêt (les métiers ne sont pas précisés davantage) ou fabriquent des balais. L'agriculture est évidemment aussi présente, 38,7 % du territoire communal étant des terres labourables, mais le sol est décrit comme étant de mauvaise qualité. 3,9 % du territoire sont des prés et pâturages, et 5,9 % sont des vergers ou pépinières. Il n'y a pas de bureau de poste sur place (il faut se rendre à celui de La Chapelle-en-Serval) ni de marché hebdomadaire, mais quand même une école, une fontaine, un lavoir et un bureau de bienfaisance.
La ligne directe Saint-Denis - Creil via Orry-la-Ville fut ouverte le 10 mai 1859 après six ans d'études, puis quadruplée entre Paris et la bifurcation de La Chapelle-en-Serval, à 4 km au sud de la gare d'Orry-la-Ville - Coye, le 15 avril 1905. Ce quadruplement signifie une séparation des flux grandes lignes et banlieue, et apporte pour la commune des trains sans arrêts jusqu'à Paris, avec une réduction significative du temps de voyage. Les premières extensions urbaines en sont la conséquence, avec la construction de quelques villas, et le nombre d'habitants est passé de 790 en 1855 à 850 en 1892. Autour de 1900, en plus de l'activité de fabrication de balais toujours importante, plusieurs ateliers et manufactures sont actifs à Orry : fabrique de chaussures (jusqu'en 1930) ; fabrique d'éclisses ; fabrique de perles pour costumes de théâtre ; fabrique de boutons ; dentellerie. Dans les anciennes carrières de Montgrésin se sont installées des champignonnières, et à Montgrésin également, vingt-cinq sources alimentent des cressonnières d'une superficie de 5 ha de bassins. Ces deux dernières activités subsistent jusqu'à la fin du XXe siècle, fait exceptionnel pour la région.

## Politique et administration

### Rattachements administratifs et électoraux

#### Rattachements administratifs
La commune se trouve dans l'arrondissement de Senlis du département de l'Oise.
Elle faisait partie depuis 1801 du canton de Senlis. Dans le cadre du redécoupage cantonal de 2014 en France, cette circonscription administrative territoriale a disparu, et le canton n'est plus qu'une circonscription électorale.

#### Rattachements électoraux
Pour les élections départementales, la commune fait partie depuis 2014 d'un nouveau canton de Senlis.
Pour l'élection des députés, elle fait partie de la quatrième circonscription de l'Oise.

### Intercommunalité

Logo de la CCAC.

La commune fait partie depuis 2014 de la communauté de communes de l'Aire Cantilienne, un établissement public de coopération intercommunale (EPCI) à fiscalité propre créé en 1994 et auquel la commune a transféré un certain nombre de ses compétences, dans les conditions déterminées par le code général des collectivités territoriales. Cette communauté de communes regroupe 11 communes pour un total de 44 701 habitants (données 2021) et une superficie de 149,60 km².
Le siège de l'intercommunalité est situé à Chantilly. Elle est présidée depuis 2017 par François Deshayes, également maire de Coye-la-Forêt.

### Tendances politiques et résultats
Élections présidentielles
Résultats des deuxièmes tours :
- Élection présidentielle de 2012[39] : 57,76 % pour Nicolas Sarkozy (UMP), 42,24 % pour François Hollande (PS). Le taux de participation était de 85,90 %.
- Élection présidentielle de 2017[40] : 70,37 % pour Emmanuel Macron (REM), 29,63 % pour Marine Le Pen (FN). Le taux de participation était de 78,30 %.
- Élection présidentielle de 2022[41] : 63,61 % pour Emmanuel Macron (LREM), 36,39 % pour Marine Le Pen (RN). Le taux de participation était de 78,01 %.

Élections législatives
Résultats des deuxièmes tours ou du premier tour si dépassement de 50 % :
- Élections législatives de 2012[42] : 57,35 % pour Éric Woerth (UMP), 42,65 % pour Patrick Canon (EÉLV). Le taux de participation était de 64,90 %.
- Élections législatives de 2017[43] : 54,63 % pour Stéphanie Lozano (LREM), 45,37 % pour Éric Woerth (LR). Le taux de participation était de 49,46 %.
- Élections législatives de 2022[44] : 61,29 % pour Éric Woerth (Ensemble), 38,71 % pour Audrey Havez (RN). Le taux de participation était de 51,17 %.
- Élections législatives de 2024[45] : 63,04 % pour Éric Woerth (Ensemble), 36,96 % pour Mathieu Grimpret (RN). Le taux de participation était de 72,84 %.

Élections européennes
Résultats des deux meilleurs scores :
- Élections européennes de 2014[46] : 26,55 % pour Marine Le Pen (FN), 20,20 % pour Jérôme Lavrilleux (UMP. Le taux de participation était de 53,72 %.
- Élections européennes de 2019[47] : 27,89 % pour Nathalie Loiseau (LREM), 19,69 % pour Jordan Bardella (RN). Le taux de participation était de 61,00 %.
- Élections européennes de 2024[48] : 28,24 % pour Jordan Bardella (RN), 20,02 pour Valérie Hayer (Renaissance). Le taux de participation était de 59,92 %.

Élections régionales
Résultats des deux meilleurs scores :
- Élections régionales de 2015[49] : 67,84 % pour Xavier Bertrand (UMP), 32,16 % pour Marine Le Pen (FN). Le taux de participation était de 66,81 %.
- Élections régionales de 2021[50] : 53,62 % pour Xavier Bertrand (Union de la droite), 27,60 % pour Karima Delli (Union de la gauche). Le taux de participation était de 38,33 %.

Élections départementales
Résultats des deux meilleurs scores :
- Élections départementales de 2015[51] : 66,27 % pour Jérôme Bascher et Corry Neau (Union de la droite), 33,73 % pour Fabrice Berly et Valérie Rouzic (FN). Le taux de participation était de 54,54 %.
- Élections départementales de 2021[52] : 63,80 % pour Jérôme Bascher et Corry Neau (LR), 36,20 % pour Martine Bernard et Lucien Gérardin (Union de la gauche). Le taux de participation était de 38,09 %.

Élections municipales
Au premier tour des élections municipales de 2014 dans l'Oise, la liste SE  menée par Henri Herry obtient la majorité absolue des suffrages exprimés, avec 1 101 voix (58,87 %, 19 conseillers municipaux élus dont 3 communautaires), devançant largement celle, également SE, menée par Jean-Michel Buisson, qui a recueilli 769 voix (41,12 %, 4 conseillers municipaux élus dont 1 communautaire).

Lors de ce scrutin, 27,80 % des électeurs se sont abstenus. 
Au premier tour des élections municipales de 2020 dans l'Oise, la liste menée par Nathanaël Rosenfeld  obtient la majorité absolue des suffrages exprimés, avec 897 voix (65,14 %, 20 conseillers municipaux élus dont 3 communautaires), devançant très largement les listes menées respectivement par : 

- Bertrand Gouffier, 314 voix, 22,80 %, 2 conseillers municipaux élus) ; 

- Jean-François Payot (166 voix, 12,05 %, 1 conseiller municipal élu).

Lors de ce scrutin marqué par la pandémie de Covid-19 en France, 50,90 % des électeurs se sont abstenus.

### Liste des maires
| Période                                  | Période                        | Identité                         | Étiquette | Qualité                             |
| ---------------------------------------- | ------------------------------ | -------------------------------- | --------- | ----------------------------------- |
| Les données manquantes sont à compléter. |                                |                                  |           |                                     |
| 1792                                     | 1792                           | François Ribon                   |           |                                     |
| 1793                                     | 1793                           | Adrien Desmaret                  |           |                                     |
| 1792                                     | 1795                           | Pierre-Nicolas Lane              |           | Officier municipal adjoint au maire |
| 1795                                     | 1803                           | Louis-Nicolas Denosmaison        |           |                                     |
| 1803                                     | 1804                           | Jacques-Louis Brulé              |           |                                     |
| 1804                                     | 1806                           | Antoine Méjasson                 |           |                                     |
| 1806                                     | 1808                           | Charles-Jérôme Lombardin         |           | Maire par intérim                   |
| 1808                                     | 1813                           | Charles-Jérôme Lombardin         |           |                                     |
| 1813                                     | 1819                           | Pierre-Nicolas Lane              |           | Maire par intérim                   |
| 1819                                     | 1819                           | M. Dupuis                        |           |                                     |
| 1819                                     | 1825                           | Pierre Lecuyer                   |           |                                     |
| 1825                                     | 1825                           | Nicolas-Hubert Meunier           |           | Maire par intérim                   |
| 1825                                     | 1831                           | M. Frenot                        |           |                                     |
| 1831                                     | 1846                           | Jean-Ambroise-Michel Lombardin   |           |                                     |
| 1846                                     | 1848                           | Pierre-Adrien Desmaret           |           |                                     |
| 1848                                     | 1852                           | Jean-Antoine-Michel Lombardin    |           |                                     |
| 1852                                     | 1852                           | Jules-Alphonse Brulé (Intérim)   |           |                                     |
| 1852                                     | 1855                           | Louis-Jean-Baptiste Hamelin      |           |                                     |
| 1855                                     | 1855                           | Jules-Alphonse Brulé (Intérim)   |           |                                     |
| 1855                                     | 1865                           | François-Philippe-Léon Mauduison |           |                                     |
| 1865                                     | 1871                           | Jules-Alphonse Brulé             |           |                                     |
| 1871                                     | 1874                           | Georges-Edmond Canny             |           |                                     |
| 1874                                     | 1879                           | Jules-Alphonse Brulé             |           |                                     |
| 1879                                     | 1887                           | Louis-Charles Petit              |           |                                     |
| 1887                                     | 1892                           | Benjamin-François Meunier        |           |                                     |
| 1892                                     | 1898                           | Jules-Victor Delaunay            |           |                                     |
| 1898                                     | 1908                           | Victor-Eugène Cheron             |           |                                     |
| 1908                                     | 1912                           | Victor-Alexandre Roussel         |           |                                     |
| 1912                                     | 1913                           | Maurice Vautravers               |           |                                     |
| 1913                                     | 1919                           | Théodule Desgardin               |           |                                     |
| 1919                                     | 1929                           | Oscar Savouret                   |           |                                     |
| 1929                                     | 1939                           | Clotaire Rivet                   |           |                                     |
| 1939                                     | 1941                           | Alexandre Robert                 |           |                                     |
| 1941                                     | 1944                           | Marcel Jacquemard                |           |                                     |
| 1944                                     | 1953                           | Paul Préau                       |           |                                     |
| mai 1953                                 | mars 1965                      | Emmanuel Valy                    |           |                                     |
| mars 1965                                | mars 1971                      | Bernard Cochelin                 |           |                                     |
| mars 1971                                | mars 1977                      | Jean-Baptiste Hugot              |           |                                     |
| mars 1977                                | 1979                           | Marcel Joly                      |           |                                     |
| 1979                                     | mars 1983                      | Gérard Van Butsele               |           |                                     |
| mars 1983                                | mars 1989                      | René Crignola                    |           |                                     |
| mars 1989                                | juin 1995                      | Clotaire-Marcel Rivet            |           |                                     |
| juin 1995                                | mars 2008                      | Alain Chevalier                  | SE        |                                     |
| mars 2008                                | mars 2014                      | Serge Para                       | SE        |                                     |
| mars 2014                                | mai 2020                       | Henri Herry                      | SE        | Ingénieur                           |
| mai 2020                                 | En cours (au 17 novembre 2022) | Nathanaël Rosenfeld              | SE        | Cadre                               |

## Population et société

### Démographie

#### Évolution démographique
L'évolution du nombre d'habitants est connue à travers les recensements de la population effectués dans la commune depuis 1793. Pour les communes de moins de 10 000 habitants, une enquête de recensement portant sur toute la population est réalisée tous les cinq ans, les populations de référence des années intermédiaires étant quant à elles estimées par interpolation ou extrapolation. Pour la commune, le premier recensement exhaustif entrant dans le cadre du nouveau dispositif a été réalisé en 2007.

En 2022, la commune comptait 3 519 habitants, en évolution de +4,58 % par rapport à 2016 (Oise : +0,87 %, France hors Mayotte : +2,11 %).
| 1793 | 1800 | 1806 | 1821 | 1831 | 1836 | 1841 | 1846 | 1851 |
| ---- | ---- | ---- | ---- | ---- | ---- | ---- | ---- | ---- |
| 531  | 583  | 619  | 628  | 690  | 682  | 706  | 738  | 727  |

| 1856 | 1861 | 1866 | 1872 | 1876 | 1881 | 1886 | 1891 | 1896 |
| ---- | ---- | ---- | ---- | ---- | ---- | ---- | ---- | ---- |
| 737  | 793  | 803  | 847  | 830  | 789  | 801  | 820  | 844  |

| 1901 | 1906 | 1911 | 1921 | 1926  | 1931  | 1936  | 1946  | 1954  |
| ---- | ---- | ---- | ---- | ----- | ----- | ----- | ----- | ----- |
| 867  | 885  | 949  | 909  | 1 019 | 1 172 | 1 116 | 1 105 | 1 371 |

| 1962  | 1968  | 1975  | 1982  | 1990  | 1999  | 2006  | 2007  | 2012  |
| ----- | ----- | ----- | ----- | ----- | ----- | ----- | ----- | ----- |
| 1 788 | 1 821 | 2 604 | 2 977 | 3 159 | 3 307 | 3 262 | 3 255 | 3 394 |

| 2017  | 2022  | - | - | - | - | - | - | - |
| ----- | ----- | - | - | - | - | - | - | - |
| 3 345 | 3 519 | - | - | - | - | - | - | - |

#### Pyramide des âges
En 2018, le taux de personnes d'un âge inférieur à 30 ans s'élève à 30,6 %, soit en dessous de la moyenne départementale (37,3 %). À l'inverse, le taux de personnes d'âge supérieur à 60 ans est de 29,0 % la même année, alors qu'il est de 22,8 % au niveau départemental.
En 2018, la commune comptait 1 636 hommes pour 1 701 femmes, soit un taux de 50,97 % de femmes, légèrement inférieur au taux départemental (51,11 %).
Les pyramides des âges de la commune et du département s'établissent comme suit.
| Hommes | Classe d’âge | Femmes |
| ------ | ------------ | ------ |
| 0,6    | 90 ou +      | 1,8    |
| 8,5    | 75-89 ans    | 9,4    |
| 17,8   | 60-74 ans    | 20,0   |
| 23,2   | 45-59 ans    | 23,8   |
| 16,7   | 30-44 ans    | 16,8   |
| 15,8   | 15-29 ans    | 12,9   |
| 17,5   | 0-14 ans     | 15,2   |

| Hommes | Classe d’âge | Femmes |
| ------ | ------------ | ------ |
| 0,5    | 90 ou +      | 1,4    |
| 5,5    | 75-89 ans    | 7,6    |
| 15,6   | 60-74 ans    | 16,3   |
| 20,8   | 45-59 ans    | 20     |
| 19,4   | 30-44 ans    | 19,4   |
| 17,6   | 15-29 ans    | 16,2   |
| 20,6   | 0-14 ans     | 19,1   |

### Équipements culturels
- Salle « Jean-Mermoz » - cinéma « Cinedori », rue des Fraisiers : rare exemple de cinéma villageois des années 1950 à toujours fonctionner, avec des façades et une salle récemment restaurée proches de leur état d'origine. La salle principale inaugurée en 1952 comporte un balcon et propose 188 places assises. L'écran de projection mesure sept mètres de large et trois mètres de haut. Grâce à une association loi de 1901 « Jeanne d'Arc Orry-la-Ville / La Chapelle-en-Serval » qui gère le cinéma, les habitants peuvent bénéficier d'une programmation variée, alternant films, spectacles et concerts. Il n'y a pas d'horaires réguliers, mais un programme différent est en principe proposé chaque week-end, souvent aussi le vendredi et le mercredi[65].

## Économie

### Revenus de la population et fiscalité
En 2010, le revenu fiscal médian par ménage était de 46 145 €, ce qui plaçait Orry-la-Ville au 682e rang parmi les 31 525 communes de plus de 39 ménages en métropole.
Commune essentiellement résidentielle, Orry se situe toutefois à proximité de plusieurs bassins d'emplois, notamment à Chantilly, Plailly (Parc Astérix) et Saint-Maximin-Creil (centre commercial). La plateforme aéroportuaire de l'aéroport de Roissy-Charles-de-Gaulle est localisée à 21 kilomètres d'Orry (mais n'est pas accessible en transports en commun) et, par le train et l'autoroute, le bassin de l'aire urbaine de Paris est aisément accessible.

## Culture locale et patrimoine

### Lieux et monuments

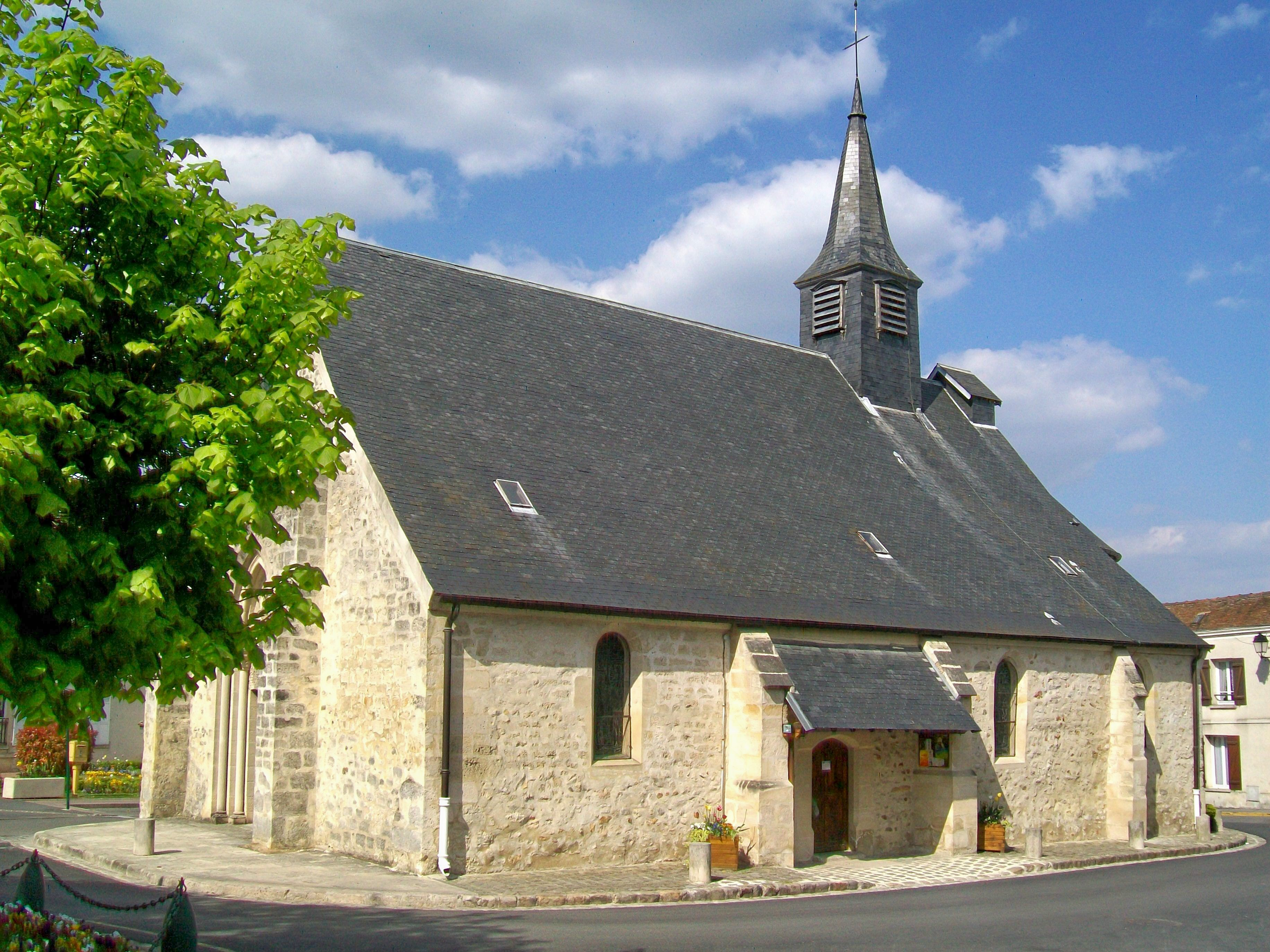
Église Notre-Dame.

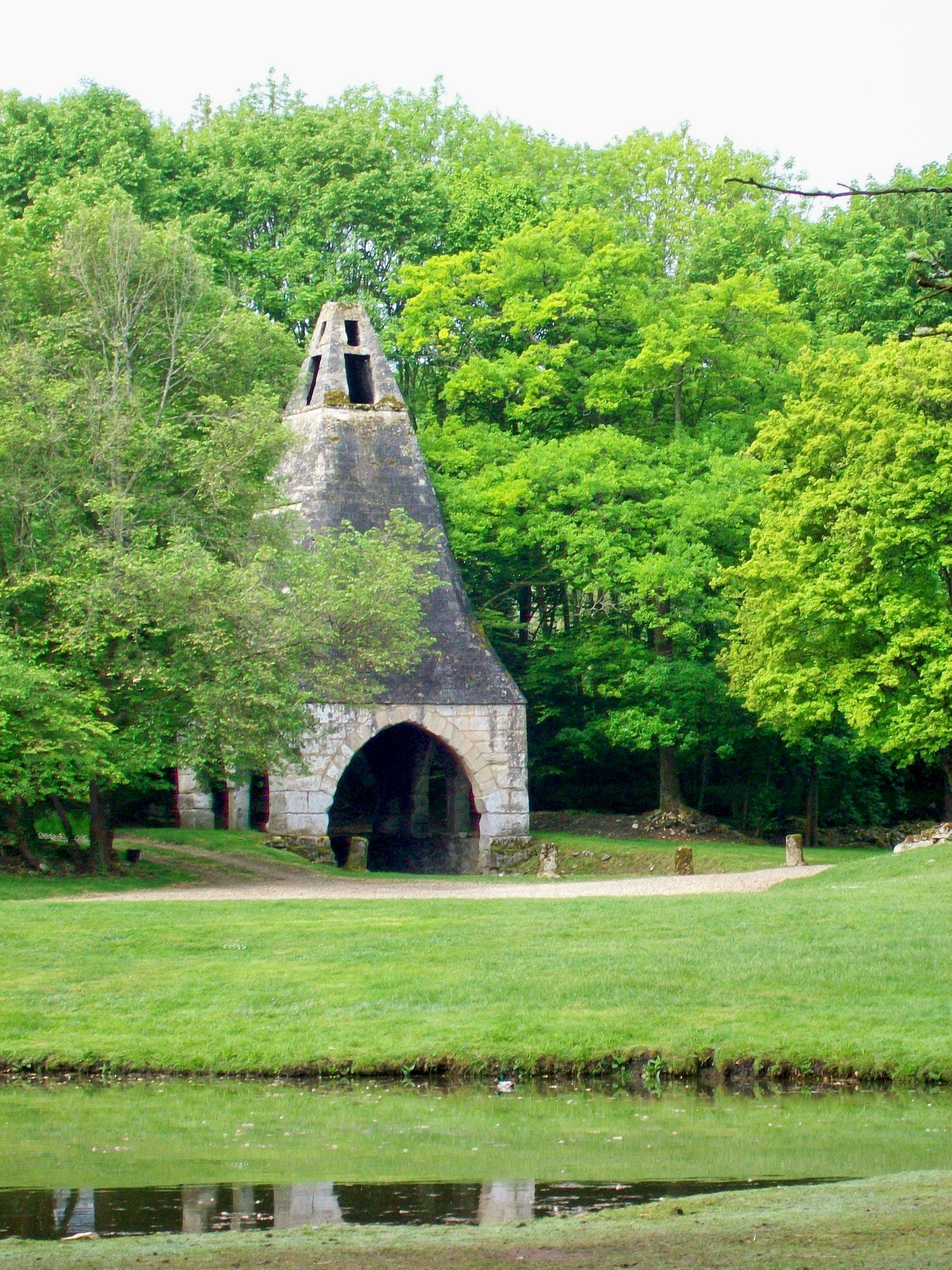
Lanterne de Commelles.

Orry-la-Ville compte deux monuments historiques sur son territoire, dont un en dehors du village. Le « carrefour de la Table de Montgrésin », dont l'appellation évoque le hameau de Montgrésin et donc l'appartenance à la commune d'Orry-la-Ville, se situe en réalité sur Chantilly et Avilly-Saint-Léonard. Il est inscrit monument historique depuis 1970.
- Église Notre-Dame-de-la-Nativité, place de l'Abbé-Clin (inscrite monument historique par arrêté du 21 mai 1970[68]) : Aucun document ne permet d'affirmer qu'Orry-la-Ville possédait une église au même endroit avant la construction de l'église actuelle, que l'analyse stylistique permet de situer entre 1160 et 1170 environ. Avant, il y avait déjà une chapelle dédiée à saint Rieul, près du cimetière, ainsi que l'église paroissiale du village de Géni, noyau historique de l'actuelle commune, qui s'est dépeuplé pendant la première moitié du XIIIe siècle. 
La suppression de sa paroisse par réunion à celle d'Orry-la-Ville en 1246 conduit en même temps à la naissance de celle de La Chapelle-en-Serval, ancienne dépendance d'Orry. 
La sculpture et la modénature du chœur de l'église Notre-Dame montre une influence par la cathédrale Notre-Dame de Senlis, ce qui permet un rattachement à l'architecture gothique, alors que l'extérieur de l'abside en hémicycle est encore placé sous l'influence de l'architecture romane. La nef a été bâtie après le chœur, et était initialement non voûtée et dépourvue de bas-côtés. Le bas-côté sud a été ajouté au début du XVIe siècle au plus tard. Par la suite, la nef a été voûtée d'ogives dans le style gothique flamboyant, et chapelle de la Vierge du même style a été ajoutée au nord de la dernière travée de la nef et de la première travée du chœur. Le clocher ne date que du début du XIIIe siècle. 
Dans son ensemble, l'église Notre-Dame est un édifice modeste d'un aspect sobre, voire pauvre, les éléments sculptés se limitant au portail occidental et à l'intérieur du chœur. Dans sa simplicité, le chœur montre néanmoins une architecture de qualité des débuts de l'époque gothique[69]. L'église fait aujourd'hui partie de la paroisse du Saint-Esprit du Serval, et accueille toujours une messe dominicale hebdomadaire, qui a alternativement lieu le samedi soir ou le dimanche.
- La « Lanterne de Commelles », chemin rural no 18 ou route Manon, à l'extrémité est des étangs de Commelles (classée monument historique en 1914[70]) : cheminée gothique d'une ancienne tuilerie de l'abbaye de Chaalis du XIIe siècle, encore appelée « Lanterne des morts » par erreur d'interprétation de sa fonction. 
Avec les bâtiments d'habitation qui restent de l'ancienne grange monastique, la « maison de Commelles », elle appartient à l'Institut de France comme partie de son domaine de Chantilly. Après la restauration des bâtiments commencée en 1969, le site fut un temps ouvert au public, mais les dégradations constatées y ont mis un terme[71]. Le clos de Commelles est aujourd'hui loué à des particuliers, et la maison médiévale sert toujours d'habitation. Le four de la tuilerie n'est pratiquement pas visible depuis le domaine public, et la maison de Commelles ne peut être aperçue que de loin.

On peut également noter : 
- Le château de la Borne Blanche : Il est appelé initialement « le Castelet », construit en 1884 pour un riche pharmacien parisien comme résidence secondaire. Quand le banquier Mayerboral rachète la propriété en 1912, il fait transformer la maison dans le petit château que nous pouvons voir aujourd'hui ; travaux qui continuent après le début de la Première Guerre mondiale. Le parc est aménagé en 1915. Le domaine reste dans la famille jusqu'en 1941, connaît ensuite une succession de différents propriétaires avant d'être acquis par la société HLM-Picardie en 1958, pour être loué à la SNCF un an plus tard. La société nationale y créé un centre de formation qui fonctionne jusqu'en 2003. À la recherche d'un domicile définitif pour ses services, le parc naturel régional Oise-Pays de France rachète le château et son parc en 2006[72]. Il est devenu depuis la « Maison du Parc », où le public intéressé peut venir se renseigner sur les activités de l'organisme et se procurer de la documentation. Le site est ouvert à la visite du lundi au vendredi, de 8 h 30 à 18 h 00[73]. Dans le parc, on peut découvrir un pavillon rustique et les anciens communs avec leur château d'eau. Reste à mentionner que le château a donné son nom à l'arrêt du RER D situé juste à côté.
- Calvaire, rue de Montgrésin
- Lavoir « Fontaine d'Orry » : situé en dehors du village (à 1 150 m de l'église) sur la route de Montgrésin, ce lavoir construit en 1828 a été intégralement restauré en 1994 par des bénévoles[74]. Alimenté par une source, il comprend un bassin en son centre, situé en dessous du niveau du sol ; des murs de clôture tout autour ; un escalier d'accès ; et des toits en appentis sur trois côtés du bassin. Au lavoir part le chemin rural dit du petit Riot pour Pontarmé.
- Moulin d'Orry, rue de Commelles (au départ du bourg) / rue du Moulin (au départ du hameau de Montgrésin) : cet ancien moulin à eau sur la Thève est attesté dès 1097, quand sa propriété était partagée entre le chapitre de Notre-Dame de Senlis et Eudes de Gonesse. Tous les deux donnèrent ensuite un tiers de leur part au prieuré Saint-Martin-des-Champs. Dans les chartes anciennes, le moulin figure souvent en tant que « moulin de l'église de Senlis. » Le 22 novembre 1396, la part du seigneur de Montgrésin (de la famille de Gonesse) est rachetée avec toute la seigneurie par Amaury d'Orgemont, seigneur de Chantilly. En 1795, le moulin est acquis par les nouveaux propriétaires du clos de Commelles, la famille Langlois. Il est vendu une nouvelle fois en 1829, à la famille Lecerf, qui le conserva jusqu'en 1920, mais le mit en fermage en 1851 à la suite d'un partage. L'activité du moulin cessa à la fin du XIXe siècle, et ne restait ensuite qu'une exploitation agricole. Le moulin proprement dit fut de surcroît ravagé par un incendie en 1917, si bien que la propriété actuelle, quoique figurant toujours sur les plans en tant que « moulin d'Orry », n'évoque plus un ancien moulin. Jusqu'en 1955, le lait produit par les vaches de la ferme a été livré directement aux Orrygeois chaque matin[75].
- Ancienne chapelle Saint-Louis, 13 place des Fêtes-Henri-Delaunay, au hameau de Montgrésin : Seule la façade orientale au chevet plat subsiste de cette chapelle, englobée dans une maison particulière au sud de la place des Fêtes. Tout ce qui distingue cette façade des murs des autres maisons du hameau sont les deux contreforts et une baie plein cintre. La chapelle avait été fondée par saint-Louis et servit aux baptêmes et mariages jusqu'à la Révolution, peut-être encore une nouvelle fois jusqu'au début du XIXe siècle. Malgré l'existence de cette chapelle, Montgrésin n'a jamais été une paroisse. Entre 1869 et 1920, l'ancienne chapelle servit d'école aux élèves de Montgrésin, puis a été vendue à des particuliers par la commune[76].
- Moulin de Montgrésin, RD 924a, au hameau de Montgrésin : Pratiquement rien n'est connu du premier moulin en ce lieu, qui avait déjà disparu depuis longtemps quand Pierre d'Orgemont, seigneur de Chantilly, vendit son terrain au meunier Jean Bocquillon, du hameau de Villemétrie à Senlis, par acte du 28 avril 1482. Bocquillon avait dû s'engager auprès du seigneur de faire construire un moulin, mais ses moyens furent insuffisants et il dut se faire prêter de l'argent. Les affaires ne marchant pas bien, il mit le moulin en bail en 1497 et le vend finalement à Guillaume de Montmorency en date du 31 mai 1499. Ensuite, le moulin resta la propriété des seigneurs de Chantilly jusqu'en 1772, quand il fut cédé à la veuve Fasquel. Par le mariage de sa fille Marie-Louise avec Jean Baptiste Jules Dupuis, le moulin entra dans la famille Dupuis en 1774, propriétaire également du nouveau moulin de Pontarmé terminé en 1787. La famille Dupuis garda le moulin jusqu'en 1867, et quatre changements de propriétaires se succédèrent jusqu'en 1920, alors que le moulin avait cessé de fonctionner en 1915. Le remplacement de la roue à aubes par une turbine hydraulique en 1898, puis de cette dernière par une machine à vapeur en 1900, avait pourtant permis de moderniser l'établissement. Ce fut sans doute le départ en guerre de tous les ouvriers sauf un qui porta le coup fatal à son exploitation[77].

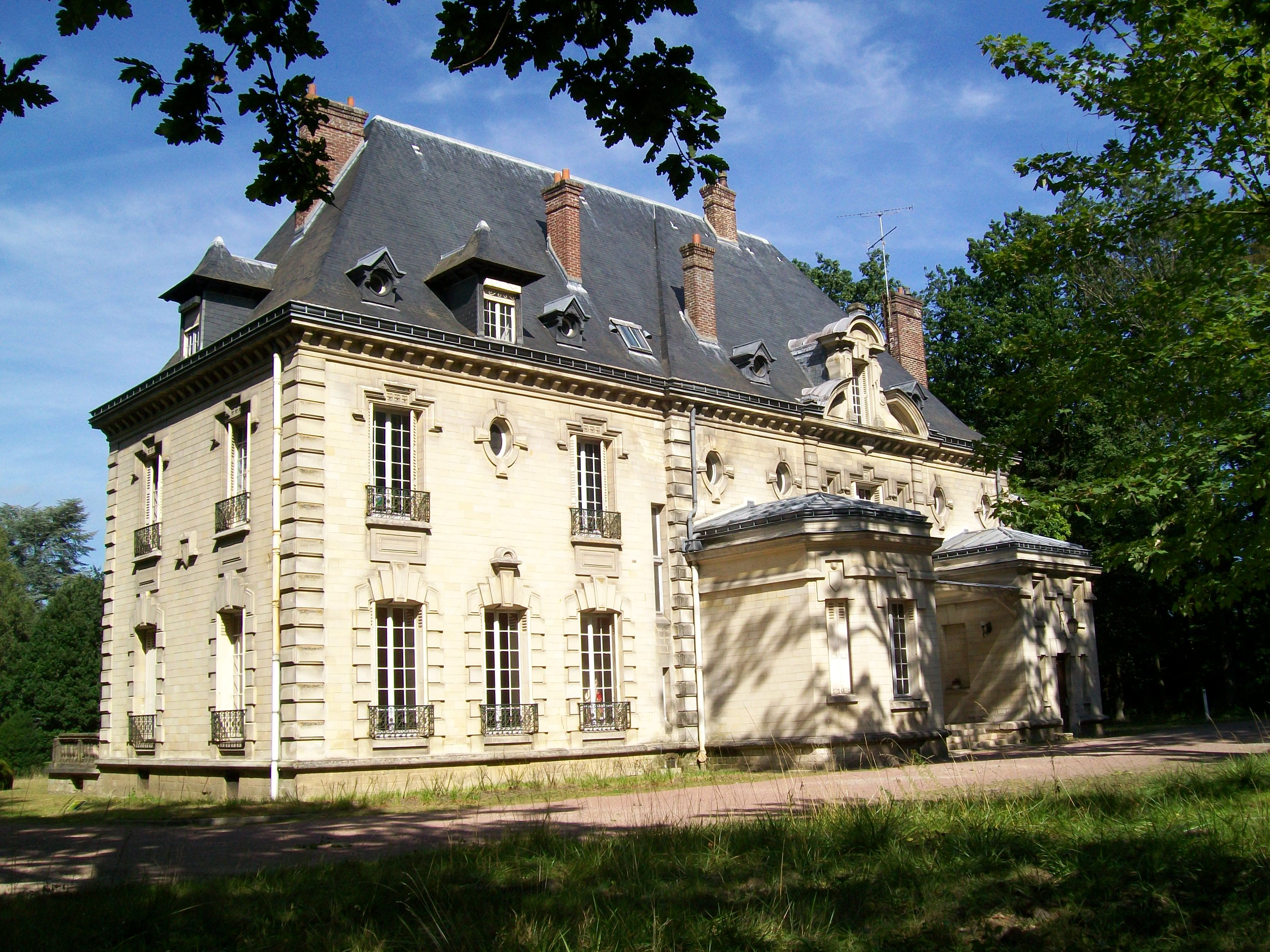
Château de la Borne Blanche.
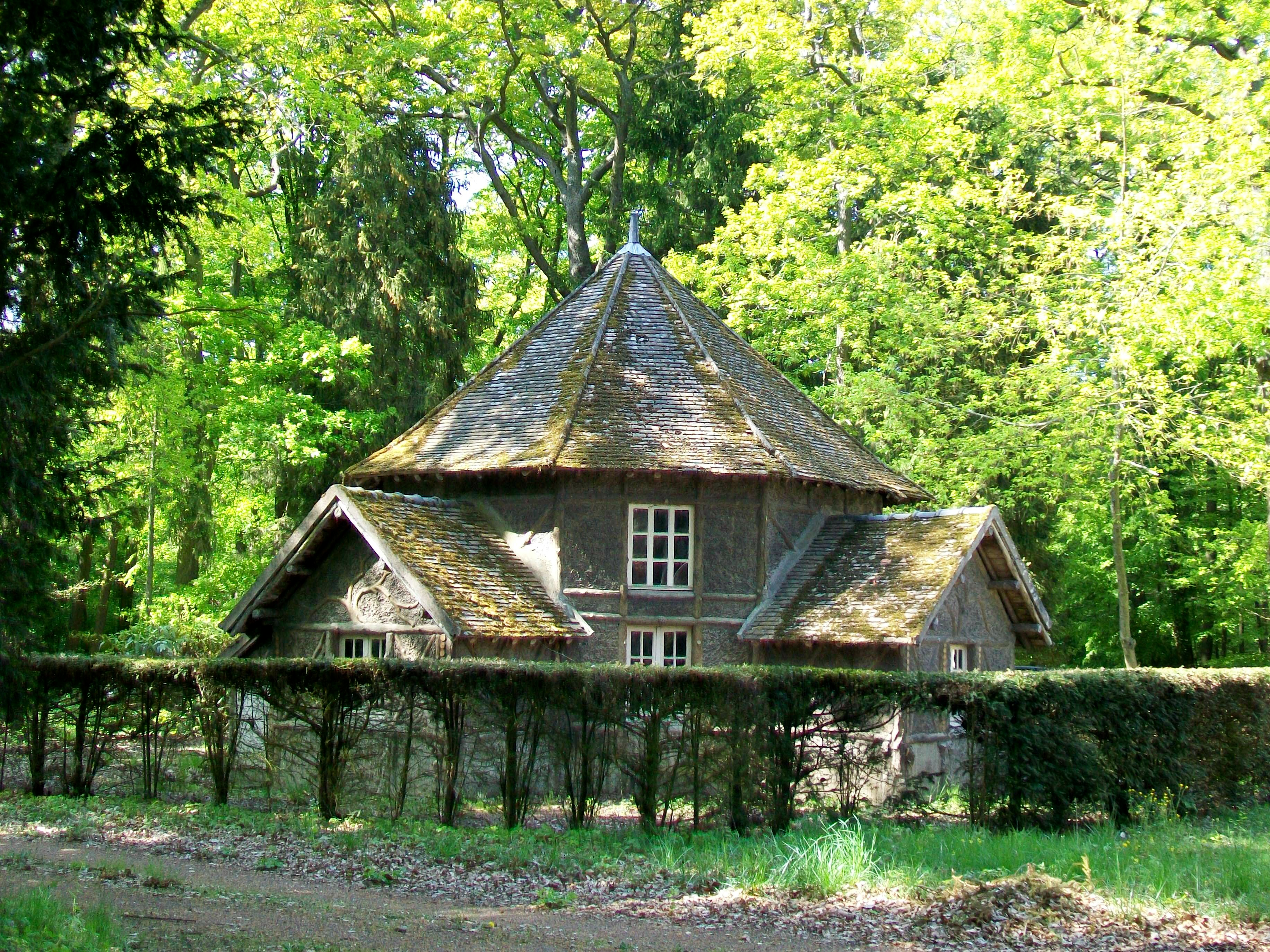
Pavillon rustique au parc.
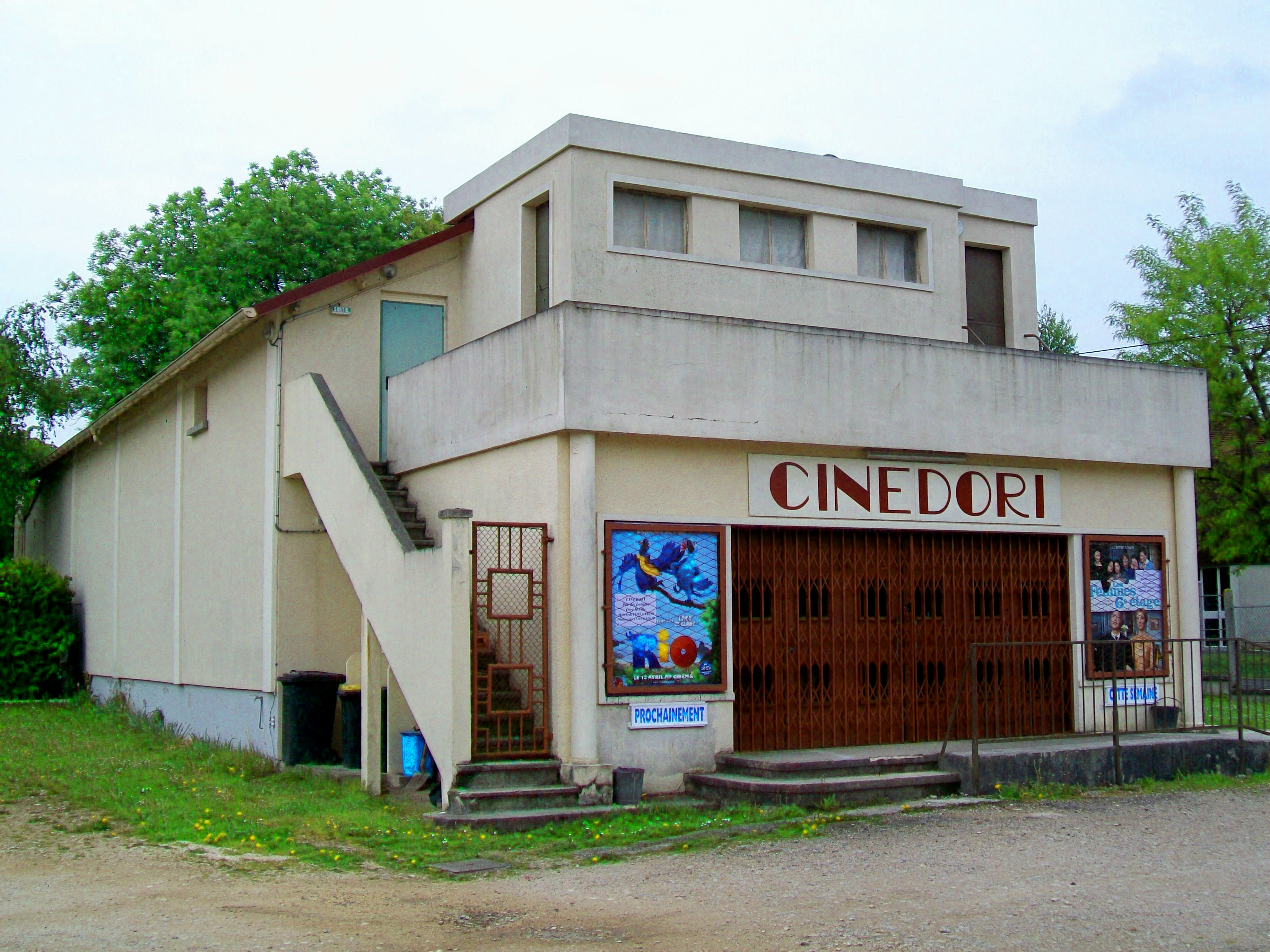
Cinéma « Cinédori », de 1952.
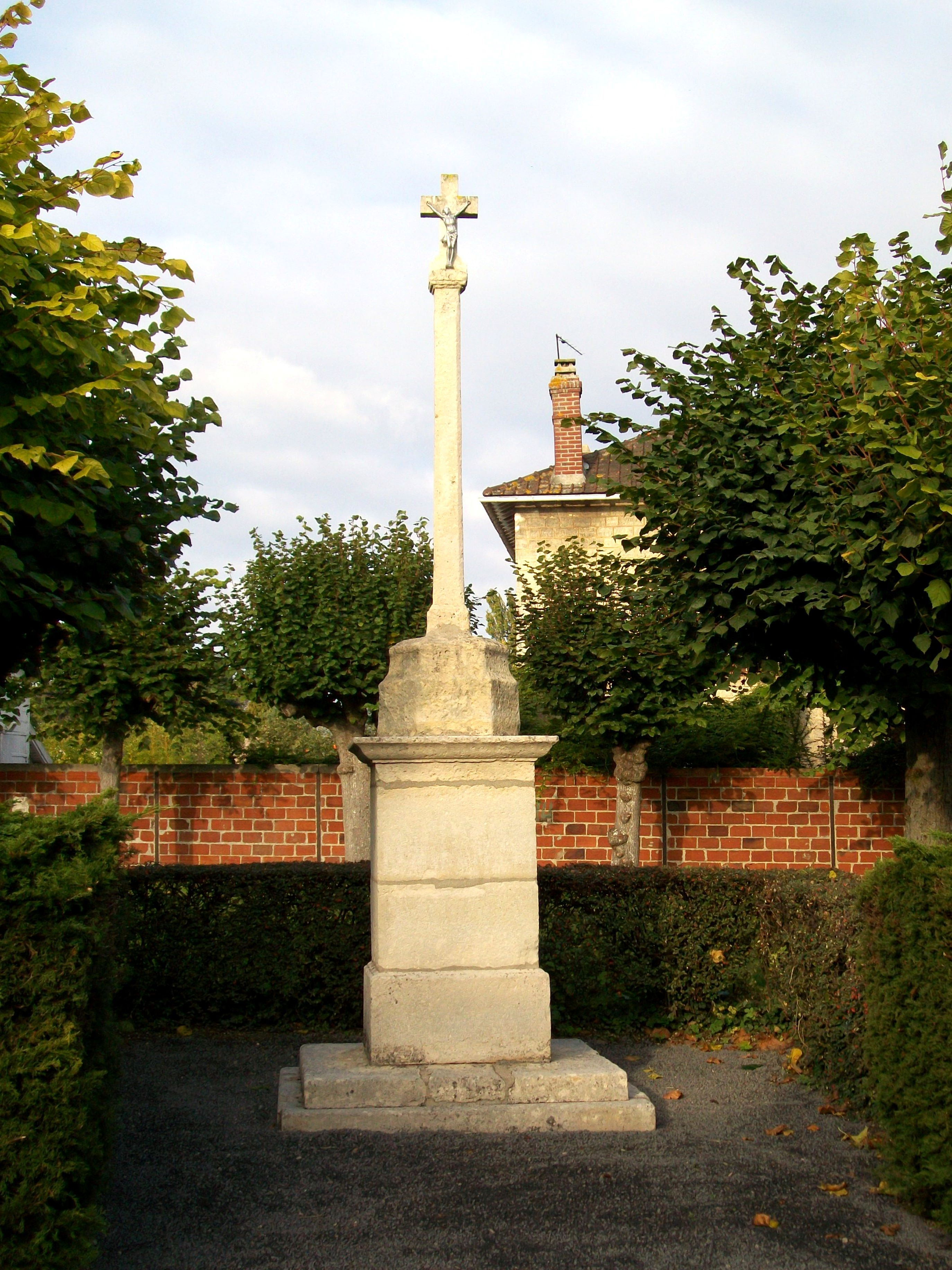
Le calvaire d'Orry.
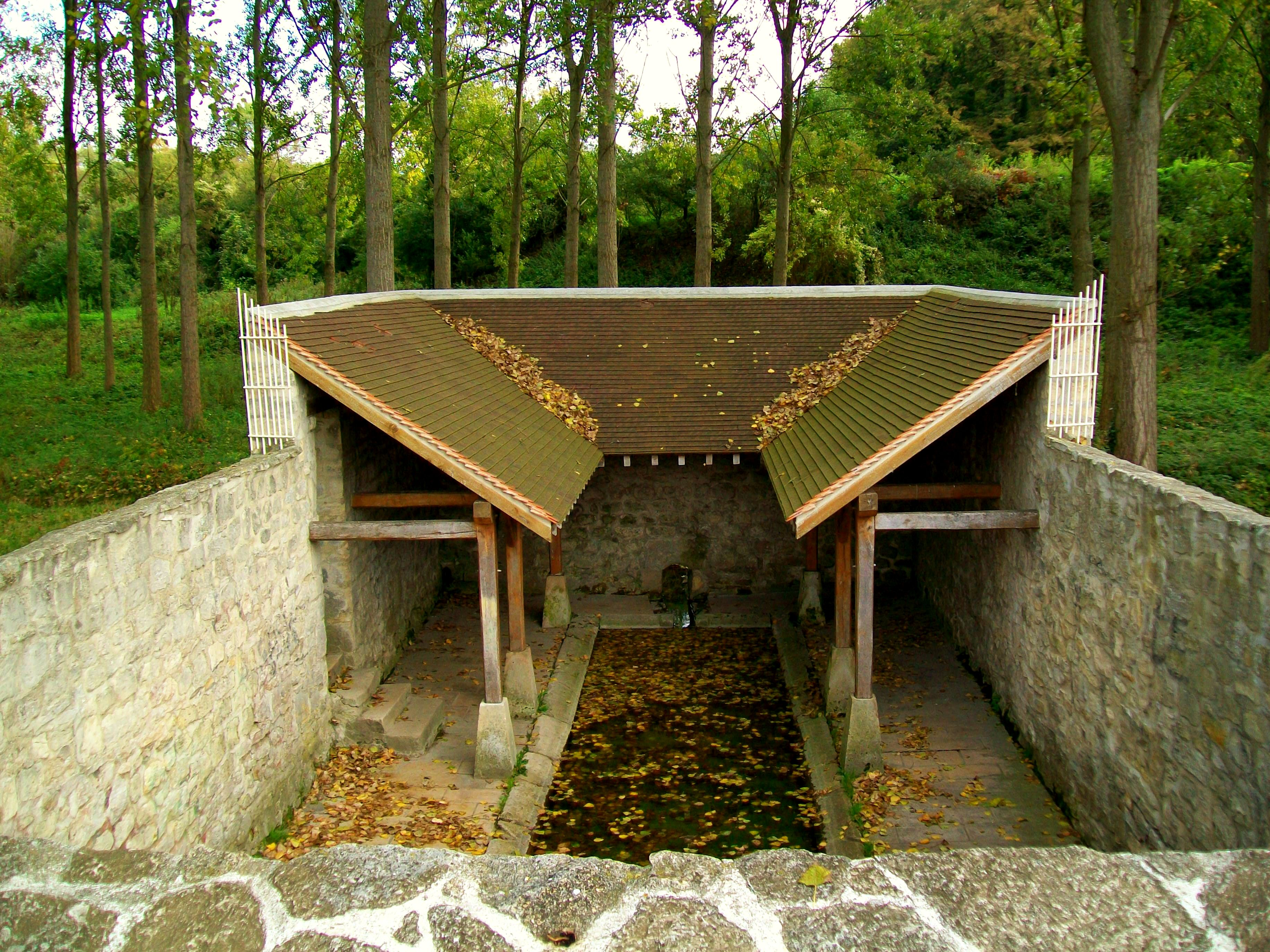
Lavoir « Fontaine d'Orry ».

Lieux de mémoire de la Seconde Guerre mondiale
- Stèle commémorative pour deux FFI, sur la RD 118 à mi-chemin entre Orry-la-Ville et La Chapelle-en-Serval : l'une des deux victimes sauvagement assassinées en août 1944, peu avant la Libération, est une jeune femme découverte morte le 31 août, tuée par balles de revolver deux jours auparavant pour avoir porté un foulard avec une croix de Lorraine. Elle n'a jamais été identifiée, et repose sur le cimetière de La Chapelle-en-Serval. L'autre victime est Auguste Dewaele, né le 19 février 1909 à Coudekerque, VRP à Stains, sergent du mouvement « Ceux de la Résistance ». Il avait été sévèrement blessé lors des combats de libération de Stains, puis arrêté et torturé à Orry, où il a été laissé pour mort le 29 août[78].
- Cimetière militaire néerlandais d'Orry-la-Ville sur la RD 1017 à mi-chemin entre La Chapelle-en-Serval et Pontarmé : cent-quatorze victimes de la Seconde Guerre mondiale, soldats ou résistants civils, reposent dans ce cimetière. Seul cimetière militaire néerlandais en France, il est aménagé en 1958 par la fondation des sépultures de guerre des Pays-Bas (Oorlogsgraven Stichting), en étroite collaboration avec les autorités françaises, qui offrent le terrain de 5,9 ha et le portique d'honneur. Les stèles sont confectionnées aux Pays-Bas. Le portique d'honneur contient quatre plaques commémoratives, dont trois donnent la liste de morts restés sans sépulture, notamment des victimes du naufrage du bateau « Pavon », coulé par des bombardements près de Dunkerque. Au centre du cimetière, une sculpture en bronze de Cor Van Kralingen représente un homme tombant. Chaque année, une cérémonie de mémoire est organisée le 4 mai par l'ambassade des Pays-Bas en France, en coopération avec la commune d'Orry-la-Ville. L'entretien courant du cimetière est pris en charge par le ministère français de la Défense[79],[80].

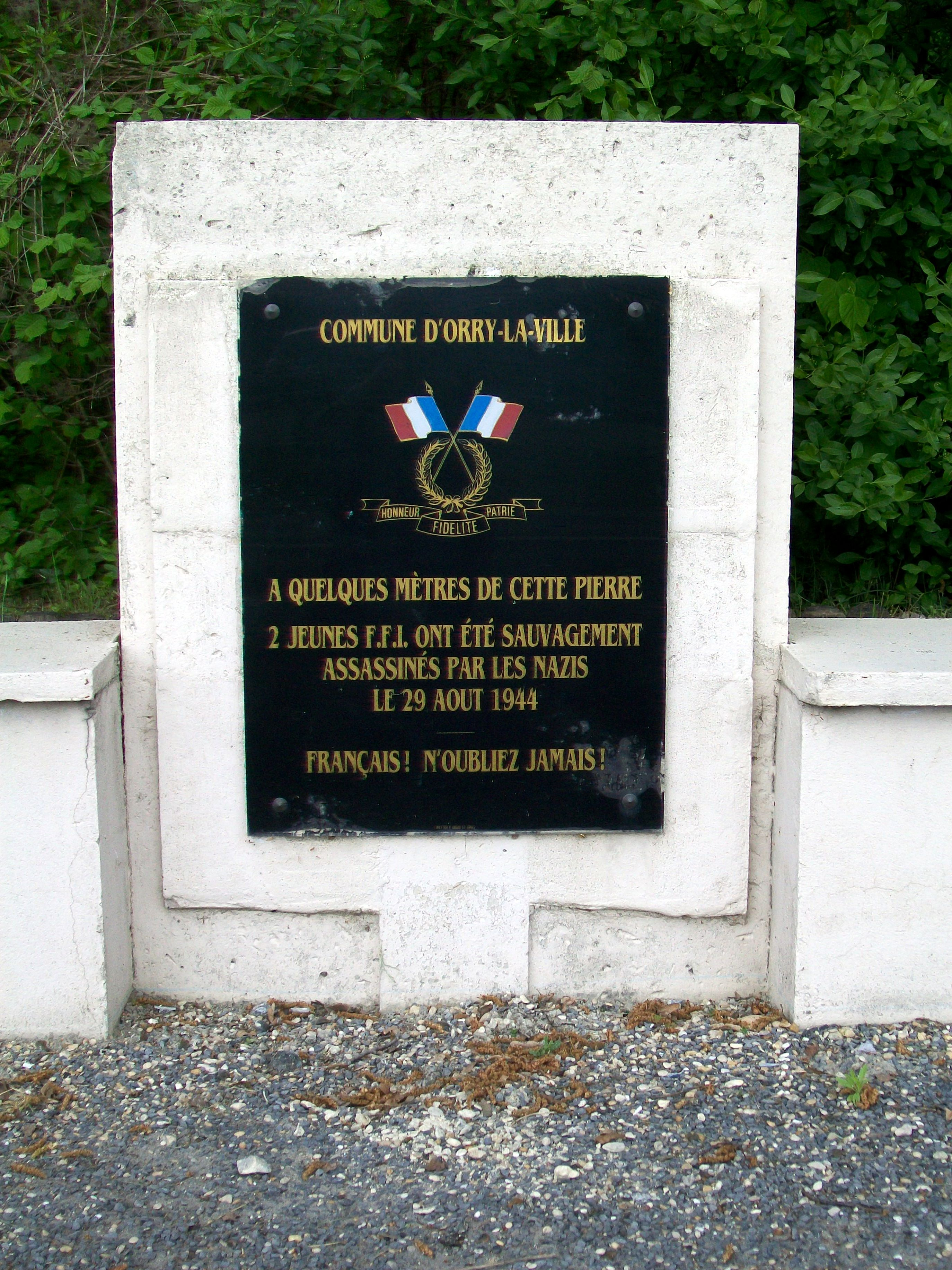
Stèle pour deux FFI, sur la RD 118 entre Orry et La Chapelle.
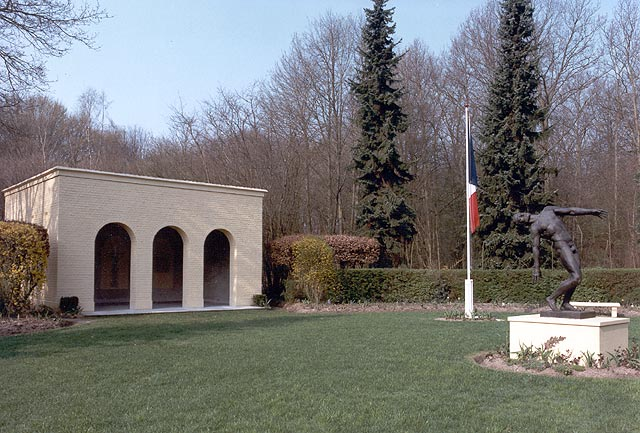
Cimetière militaire néerlandais, sur la RD 1017 entre La Chapelle et Pontarmé.
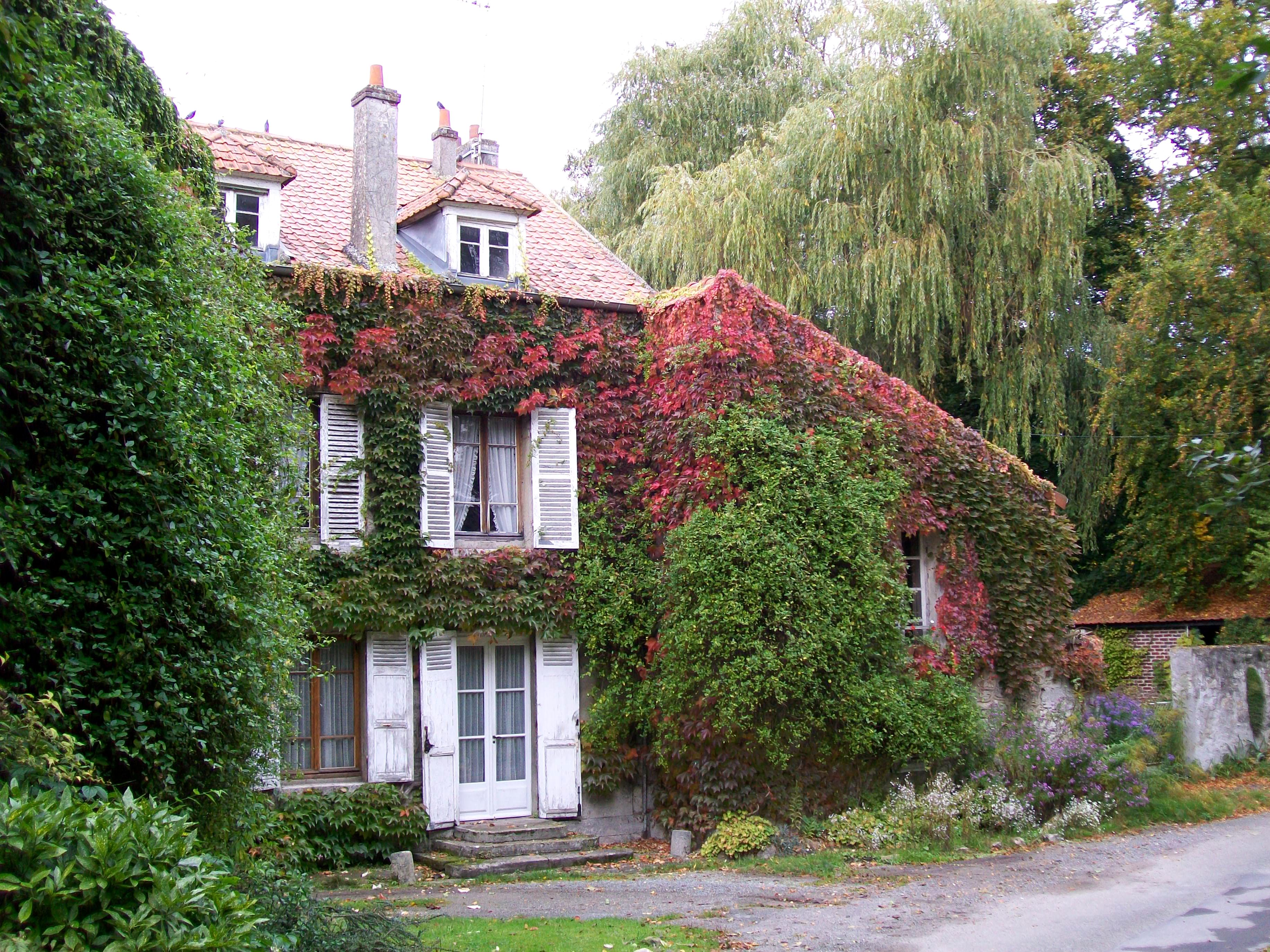
Moulin d'Orry, habitation ; le moulin proprement dite était à droite.
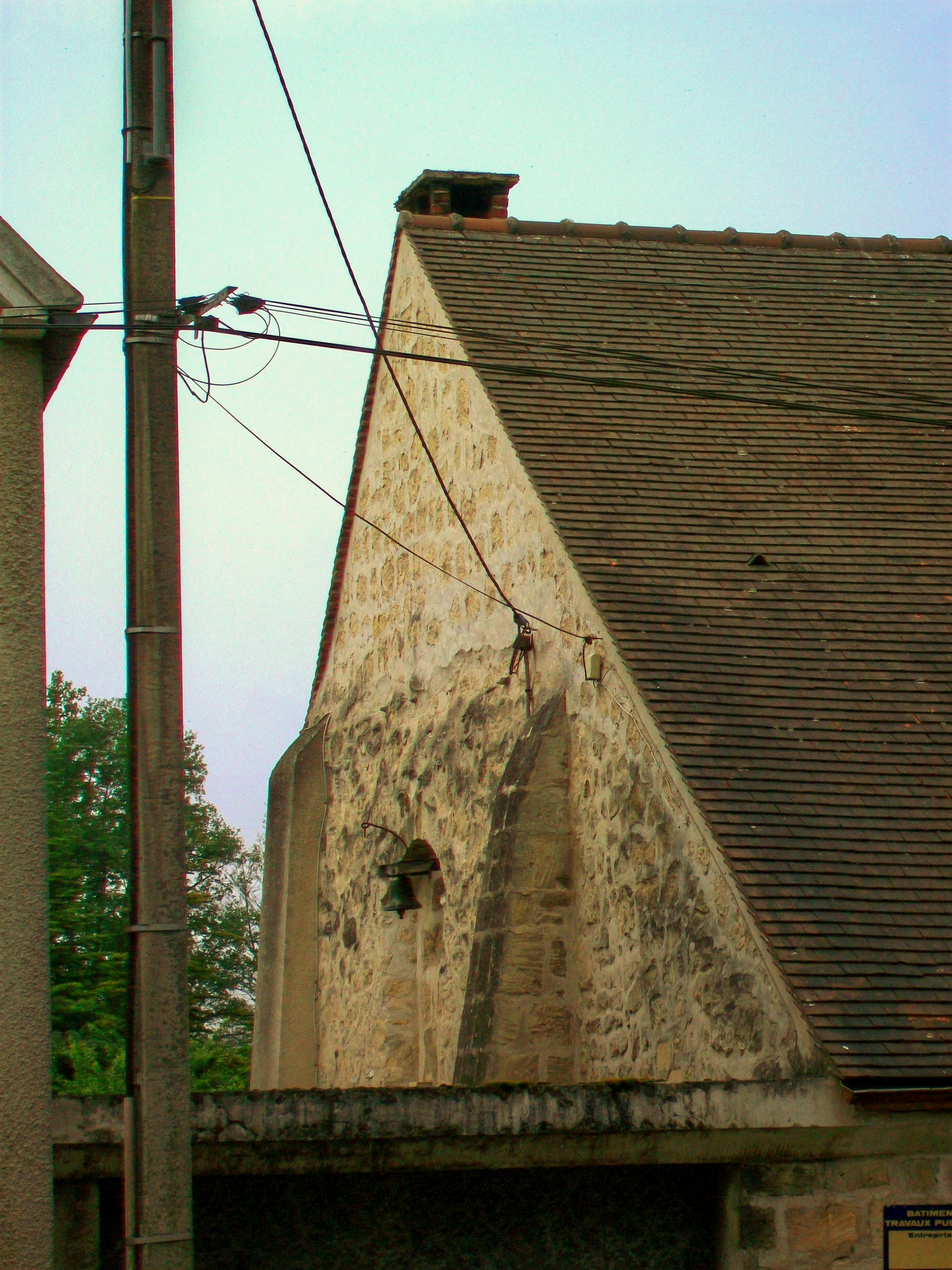
Ancienne chapelle Saint-Louis de Montgrésin, pignon est.
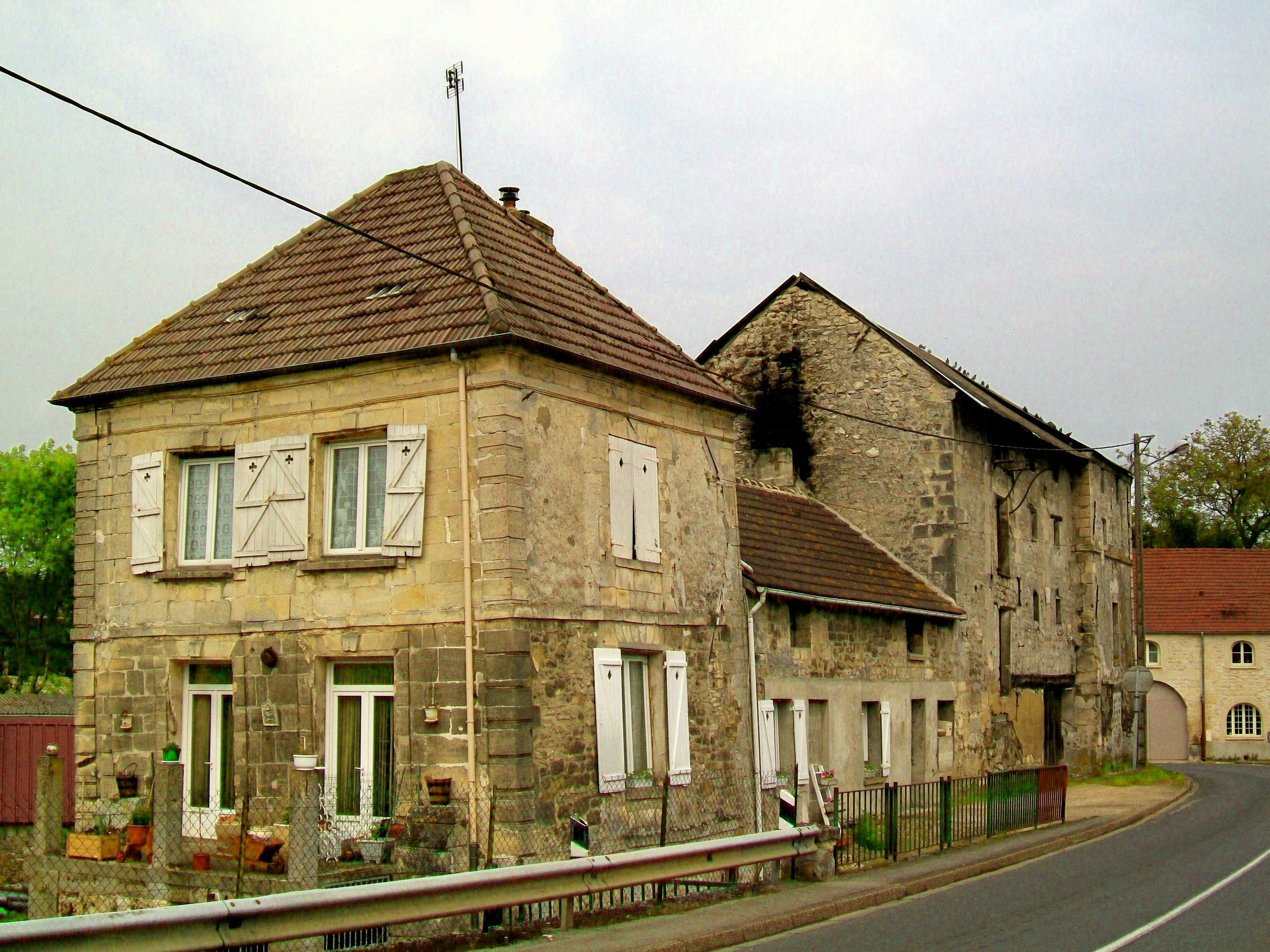
Moulin de Pontarmé, à l'entrée sud du hameau sur la RD 924a.

### Personnalités liées à la commune
- Rémy Belvaux (1966-2006), acteur, réalisateur, producteur et scénariste belge, s'est suicidé à Orry-la-Ville le 4 septembre 2006.

### Héraldique
| Blason de Orry-la-Ville | Blason  | D'azur au chevron d'argent accompagné en chef de deux étoiles d'or et en pointe d'un croissant d'or sommé d'une colombe du même; au chef d'argent plain. |
| Blason de Orry-la-Ville | Détails | Blason de la famille Oursin. Le statut officiel du blason reste à déterminer.                                                                            |

## Jumelage
- Kapelle (Pays-Bas)[82],[83]